# 61式戦車
61式戦車（ろくひとしきせんしゃ）は、日本の陸上自衛隊が運用していた戦後第1世代戦車に分類される戦後初の国産戦車である。

## 概要
第二次世界大戦後、初めて開発された国産戦車であり、第1世代主力戦車に分類される。開発・生産は三菱日本重工業（1964年から三菱重工業）が担当し、それまで供与されていたアメリカ製戦車（特にM4A3E8戦車）との共用、もしくは置き換えにより、全国の部隊に配備された。
1955年（昭和30年）に開発が開始され、1961年（昭和36年）4月に制式採用された。採用された西暦の下二桁の年をとり、61式戦車と命名された。主砲に「61式52口径90mmライフル砲」として制式化された52口径90mmライフル砲を装備し、鉄道輸送を考慮して当時の国鉄貨車（長物車）に搭載できるよう車体が小型化されている。
1974年（昭和49年）に74式戦車が採用されるまで、1962～74年の13年間に渡って、560輌が生産され、2000年（平成12年）に全車が退役した。

## 開発

### 開発までの経緯
※以下の記述は、正確には、1950年（昭和25年）11月7日にアメリカ陸軍は従来の戦車分類に用いていた、軽、中、重といったカテゴリーを改め、主砲による分類に変更している。
第二次世界大戦終結後、GHQにより全ての軍需産業を廃された日本は、戦前から培ってきた戦車や装甲車の技術を失おうとしていた。後に朝鮮戦争の勃発により極東情勢が変化し、日本はGHQに再武装を指示されて1950年（昭和25年）に警察予備隊が創設された。それが保安隊に改組された1952年（昭和27年）には、アメリカ軍から供与されたM24軽戦車が、当時編成中の4個管区隊の各普通科連隊内に編成された、戦車中隊に配備された。朝鮮戦争において国連軍と対峙したT-34-85中戦車に対して、M24軽戦車では対抗できず、退役したものが日本に送られている。その後、陸上自衛隊に改組された1954年（昭和29年）にM4A3E8中戦車（通称「M4シャーマン・イージーエイト」）約200輌が供与された。
当時供与された戦車は第二次大戦や朝鮮戦争の中古品であり、日本人の体格にあわないことや、部品の補給や規格の面で、整備業務を効率化できなかったことから故障が頻発していた。また、当時、世界各国で戦後第一世代の戦車の開発配備が進んでおり、特に第二次大戦後期には既に能力不足が指摘されていたM4中戦車や、朝鮮戦争でT-34/85中戦車に完敗したM24軽戦車の更新が課題となっていた。
90mm戦車砲を搭載するM47パットン中戦車やM48パットン中戦車の導入を支持する声も存在したが、その当時のアメリカ陸軍は朝鮮戦争の結果をうけて戦車ならびに対戦車兵器の更新に取り組んでおり、ヨーロッパ第一主義の方針もあって日本に戦車を供与する余裕を完全に失っていた。1952年（昭和27年）のサンフランシスコ講和条約の発効に伴い在日米軍駐留経費の日本への返還がおこなわれることになり、また、MSA協定に基づくアメリカによる対外援助により開発費用の目処が立ったため、国産開発が検討されることとなる。その際には当時の貧弱な国内道路網を勘案し、鉄道輸送が可能な車体容積であることが要求事項に盛り込まれた。
1955年（昭和30年）4月の防衛分担金減額に関する日米共同声明によって国産兵器の開発が促進されることとなり、ここに新中戦車試作の方針が決定された。同年5月に防衛庁長官より新型戦車の開発指示がなされた。

### 要求された性能
1955年（昭和30年）に「SS」（後の60式自走106mm無反動砲）と共に研究開発がスタートした。戦後10年の空白があったものの、開発を担当した三菱日本重工業は朝鮮戦争中の朝鮮半島から後送されてくる戦車や車輌の修理やオーバーホールで技術を蓄積していた。
警察予備隊創設当時から国産戦車の希望はあったものの、具体化したのは陸上自衛隊に改組した1954年（昭和29年）になってからで、この年に陸上幕僚監部、富士学校などの装備計画委員による議論が始まり、翌1955年（昭和30年）1月に次の開発目標案が示された。
- 重量：25トン
- 火砲：90ミリ砲
- 強力なエンジンと低接地圧
- 装甲は以上を実現する範囲で忍ぶ

25トンという重量とそれを実現するために不可欠な軽装甲は、朝鮮戦争におけるバズーカや無反動砲の成形炸薬弾などの歩兵用携行対戦車兵器の活躍や、世界初の対戦車ミサイル（SS.10）の開発などによるフランスを中心とした装甲無用論を受けたもので、当時の陸上自衛隊内部においては一定の勢力を持っていた。また、創設期から第4次防衛力整備計画策定まで防衛官僚として強い影響力を発揮した海原治も、生産単価を低くする目的で戦車の軽量化を強く主張していた。主要な幹線国道でさえ大半が土道・砂利道だった当時の国内の道路事情、山地や水田が多いという地形的事情などを考慮し、低接地圧の実現と機動性確保の面からも、車体の軽量化は強く求められていた。
1955年（昭和30年）5月、陸上幕僚監部が取りまとめた、STの第1次要求性能案の内容は以下のようであった。
- 戦闘重量30t以下、車体長約6.0m、全幅2.8m以下、全高約2.0m
- 主砲は90mm戦車砲、最大俯角15度、携行弾薬数50発
- エンジンは出力600hpの空冷ディーゼル、路上最大速度50km/h

同月、「日本国とアメリカ合衆国との間の相互防衛援助協定」を含むMSA協定が公布され、日本は、アメリカから技術援助を受けて、兵器の国産化を推進することになった。これに基づき、同年6月にアメリカから、90mm戦車砲を装備するM36B2 戦車駆逐車（現在は茨城県の陸上自衛隊土浦駐屯地武器学校にて屋外展示中）が、研究用サンプルとして自衛隊に供与（貸与）された。また、M47戦車も供与されているが、時期は不明。このM47戦車は、当時のアメリカの科学技術の粋を集めたハイテク戦車（特にFCS）であり、当時の日本の技術力では（外見はともかく中身は）模倣すらできず、M47戦車で得た知見は、実際には、61式戦車ではなく、次作の74式戦車の参考になったものと考えられる（実際、74式戦車の試作車の砲塔内部は近未来的であったとする証言がある）。
- - 土浦のM36B2 戦車駆逐車
- - 同
- - 同
- - STA開発時に参考・比較用に供与されたM47の後期型。後にスクラップにされた。

M36B2 戦車駆逐車を用いて射撃試験を行った結果、90mm戦車砲を安定して射撃するには、30t級の車体重量が必要であることが明らかとなった（「基礎設計を行ったところ25トンの重量には収まらず、相当に装甲を薄くしても30トンは必要だと明らかになった」とも。基礎設計などするまでもなく、装甲の薄いM36 戦車駆逐車ですら28トンであり、戦車ともなれば、それ以上になるのは当然のことである）。
同年中頃に「90ミリ砲搭載、30トン」を主軸とした要求性能が陸幕長から防衛庁長官に上申され、協議の上で32トンに修正された。重量増による機動性の問題も、M24軽戦車とM4A3E8を用いた踏破試験において必ずしも重量が問題となるわけではなく、むしろM4A3E8の方が良好であったことから沙汰止みとなった。
当初陸上幕僚監部（陸幕）では76ミリ砲搭載の20トン戦車を予定したものの、朝鮮戦争でM24がT-34に対抗できなかった戦訓から、90ミリ砲が必要とされた。90ミリ砲については、アメリカ軍より供与されたM36B2 戦車駆逐車に搭載されていた「M3A1 戦車砲」（排煙機やシングルバッフル式マズルブレーキが付いていることから、「M3 戦車砲」ではなく、改良型の「M3A1 戦車砲」であることがわかる）を研究した結果、国産も可能であるとされ（アメリカは日本に対し、「M3 90mm戦車砲」の製造ライセンスは許可しなかったが、M3を基にした独自の発展型を開発する許可は与えた）、日本製鋼所で試作した結果、長砲身化された52口径90ミリライフル砲が「61式52口径90mm戦車砲」（型式 M3改）として制式化された。戦後世代90mm戦車砲との砲弾共有のため、砲身・薬室はより高い腔圧に耐えられるよう（M47戦車の「M36 戦車砲」やM48戦車の「M41 戦車砲」並みに）強化されている（規定最大腔圧：約3,300kg/cm2 = 約324MPa）。
1955年（昭和30年）10月、三菱日本重工東京製作所でモックアップの検討会が開かれた際、富士学校から臨時で参加した機甲科の砲術、ならびに操縦、整備担当者がこれに対し「姿勢が高く、装甲が薄く、これでは戦車らしい働きをする前に敵の小火器の餌食となってしまう」、「戦車乗りの良心にかけて、本案の戦車を装備化することは同意し難い」との意見を表明した。委員ではない、いわば部外者の意見ではあったが、装備研究委員長はこれを受け入れ、富士学校、技術研究所、三菱重工を交えた要求性能の練り直しを行った。最終的に「車重35トン、最高速度時速45キロ、90ミリ砲搭載、車高2.5メートルでなるべく低くする」とし、12月に、防衛庁長官に対して再度の要求性能の変更が上申された。
61式戦車の一次試作車STA-1及びSTA-2が完成する直前の1956年（昭和31年）10月にハンガリー動乱が発生した。この時西側諸国は初めて投入されたソ連のT-54の存在を確認することになった。
61式戦車の本来の仮想敵はT-34-85中戦車であったが、開発中にT-54/T-55が出現したこともあり、より強力な砲を求める声もあったが、当時の西側の主体はイギリスの20ポンド砲とアメリカの90ミリ砲であり、日本独自の大口径新型砲の開発は時間と経費の問題から断念され、射撃精度とHEAT、HVAPなどの砲弾の改良で対抗するとした。
エンジンは新たに高馬力の空冷ディーゼルエンジンを開発することとされた。当時、同盟国のアメリカ軍や西側諸国が配備していたM46・M47・M48中戦車には空冷ガソリンエンジン（コンチネンタル AVSI-1790）が採用されており、本車と同時期に開発されていたM60中戦車には新型の空冷ディーゼルエンジン（コンチネンタル AVDS-1790）が搭載される予定であった。また日本には戦前からの空冷ディーゼルエンジンの技術的蓄積があった。
変速機は当時としては斬新なトルクコンバータ付きオートクラッチ機構の導入と、戦後の西側戦車同様にエンジンと変速機を直結して車体後部に収めるパワーパック方式の後輪駆動が望まれたが、技術的問題や車幅の不足、さらに当時の自衛隊にパワーパックを丸ごと交換できる機材と技術が無かったため断念された。最終的に国産技術による乾燥多板式高低速用二列クラッチと前進5段、後進1段の常時噛合歯車式トランスミッション（クラッチ以外はごく一般的なマニュアルトランスミッション）を車体前部に置く前輪駆動方式が採用された。

### 中特車の試作
自衛隊内の装備審議会の結果、90ミリ砲を搭載する30トン程度の中特車を試作することが決定した。 分類上は中戦車だが、当時の国内の政治的状況から戦車ではなく「特車」と呼び変えていたもので、1962年（昭和37年）1月から「戦車」と呼ばれるようになった。なお、自衛隊の戦車乗りは、「戦車兵」とは呼ばず、「戦車乗員」と呼ばれる。
前提とされたのは、敵からの発見を避けるためできうる限りの低姿勢と、鉄道輸送時に求められる在来線の車両限界を超えないため、全幅を3メートル以下とする二点だった。
本車の略記号であるSTは、俗に「試製中特車」の頭文字とされることがあるが、実際には頭文字ではなく、60式自走106㎜無反動砲のSS（「装軌装甲車」（あるいは「装甲戦闘車」、「装甲装軌車」など諸説あり）の頭文字）の次の開発だからであり、S「S」の次ということで、S「T」と付けられ、その後の略記号も、
SU:試製56式装甲車
SV:試製56式自走81mm迫撃砲
SW:試作地雷処理車
SX:試製56式自走107mm迫撃砲
SY:試製56式105mm自走砲
SZ:試製56式特殊運搬車

と「SS」から続く連番として、アルファベット順に付けられるも、すぐにZまで埋まってしまい、結局その後は、「S+その車輌の役割の頭文字」を付けられることになった。しかし、段々と整合性がとれなくなっていき、命名もされない車輌も出てきて、最終的にはこの命名法も自然消滅し、現在は次期主力戦車の略記号TK-X（Tank experimental）が残るぐらいである。
なお、本車のST「A-○」（○は数字）に関しては、4種類ある試作車の分類の為であり、これは、74式戦車、73式装甲車の略記号である、STB、SUBに引き継がれることになった。なお、現場では実際には「STA-○」ではなく「ST-A○」と表記していたが、ここでは通例として「STA-○」で記述する。
開発ではまずSTA-1、STA-2という2種類の試作車が製作された。大きな違いは車高で、STA-1は低姿勢（高さ2.2メートル）を追求したため、全長は長く、上部転輪は片側4個、転輪は片側7個。材質は普通鋼板で製作され、1956年12月に完成した。STA-2は高さ2.5メートルで、STA-1より全長が短くなり、上部転輪は片側3個、転輪は片側6個。空冷ディーゼルエンジン、トーションバーサスペンション、トルクコンバータ、動力付き操縦装置などを搭載、防御鋼板で製作され、1957年（昭和32年）2月に完成した。STA-1とSTA-2の砲塔前方左側には、ステレオ式測遠機のための穴が設けられていたが、測遠機が装備されておらず、穴はパッチで塞がれていた。砲塔前方右側には、楕円柱型の測遠機が装備されていた。STA-1とSTA-2の主砲は、「M3A1 90mm戦車砲」と同様に、排煙器とシングルバッフル式の砲口制退器を備えていた。エンジンはまだ開発中だったため、既存の民生用船舶エンジンを流用して改造した三菱DL10T V12液冷ディーゼルエンジン（500hp/2,000rpm）が搭載されていた。同年7月、STA-1のエンジンを換装し、STA-1Bと呼称。STA-2は操向変速機を換装し、STA-2Bと呼称した。当初の予定ではこの2輌の試作車だけで要求性能を達成、量産準備のための増加試作に入る予定であったが、第1次試作の2輌は要求性能に達しなかった。
STA-1の低車高は評価されたものの、砲塔の旋回時に機関室が干渉し、これを避けるため全長が長くなり、履帯の接地長に対して相対的に輪間が狭くなってしまった。これでは旋回時などに抵抗が増し、運動性に悪影響を与えるため、実用化にはエンジンとトランスミッションの更なる小型化が必要であるとしてSTA-1の案は採用されず、STA-2の車高2.5メートルの配置が採られた。また、STA-1にて新型エンジンのテストが行われ、オートクラッチのパワーロスが大きいことが判明、機械式2段クラッチに変更された。
（当初、試作車STA-1、STA-2ではスウェーデンのSRM社製2段型トルクコンバーターを導入し搭載したもののパワーロスと敏捷性に問題があり、要求を満たす性能ではなかった）1950年代後半当時の国産技術では、500馬力超のディーゼルエンジン出力に見合う戦車用トルクコンバーターの開発ノウハウは不足しており、後にSTA-2ではトランスミッションと操向装置は、戦時中の四式中戦車を参考にした「チト式」に変更されている（試作車STA-3、STA-4では、トランスミッションは機械式ハイ・ロー切換2段クラッチ、操向装置はクレトラック式となった）。
1956年（昭和31年）末から約1年かけて行われた技術試験と実用試験の結果、第2次試作が決定され、STA-2の設計を基に、砲塔を後方にずらして操縦席に余裕を作ることとなり、STA-3が1960年（昭和35年）1月、STA-4が1959年（昭和34年）11月に完成し、1960年（昭和35年）4月に防衛庁に引き渡された。砲口制退器をT字型に変更、エンジン出力の増強、携行機関銃弾の増加、制限重量までの余裕を防御装甲に振り向ける、などが行われた。
両者の車体に大きな違いは無く、両車の違いは、車長用に、STA-3には防楯付き機関銃、STA-4にはM48戦車のM1キューポラに似た、背の高い密閉型銃塔が設けられたことである。この密閉型銃塔の前面には高仰角をとることが可能な12.7mm対空機銃が装備されており、車内から銃塔の旋回と銃の俯仰と発砲の操作が可能であった。STA-3のキューポラとSTA-4の銃塔の、基部には車長用潜望鏡と測遠機（旋回不可）があった。
- - （参考）90mm弾薬の大きさ。画像は71口径8.8cm戦車砲用のPz.Gr.39/43 (APCBC-HE) 。全長は1167mm。人力で扱える限界に近付いている。

また、STA-3には、砲塔後部バスル内の主砲弾倉に動力式の半自動装填装置（主砲弾薬装填補助装置）が備えられていた。これは弾倉内の主砲弾薬をモーターで回転させて、砲尾の尾栓近くまで送り出し、レバーで弾薬を押し出し、最後は人力（手動）で装填する物で（ゆえに半自動）、装填手の負担を軽減して（90mm弾薬の重量は約20kg）迅速に射撃を行えるように設置されたものであった。いわば、西側第三世代戦車の砲塔バスル内に採用されている自動装填装置の原型のようなものであった。しかし、砲塔バスル内に無線機を置けないことや、コスト等の理由で採用が見送られた。
- - 各車の側面図
- - STA-1
- - STA-1砲塔左側
- - STA-1砲塔右側
- - STA-1
- - STA-1
- - STA-1
- - STA-1。STA-1とSTA-2では、四式中戦車と同じく、車体最後部両側の切り欠きに、マフラー（旧軍伝統のフィッシュテール型排気管）を設置しているのがわかる。
- - STA-1
- - STA-1 - STA-1とSTA-2のフロントパネルは、全面が一枚板として外せるようになっていた。
- - STA-1
- - STA-1B
- - 試験的に暗視装置を搭載したSTA-1。砲塔上が射撃用で、左が暗視装置、右が赤外線投光器。車体前部の2灯が操縦手用投光器で、操縦手ハッチを開いた前に暗視型ペリスコープが取り付けられている。履帯は、M4A3E8 シャーマン・イージーエイトの、HVSS用の幅広の戦後型の、T80 ダブルピン・トラックに似ている（おそらく流用）。
- - STA-2
- - STA-2砲塔左側
- - STA-2砲塔右側
- - STA-2
- - STA-2B
- - STA-2B
- - STA-2のブローニングM2重機関銃の対空機銃架
- - STA-1（向かって右）とSTA-2（向かって左）の車体の後面。吸気グリルの形状が量産車と全く異なるのがわかる。砲塔前方右側には、楕円柱型の突起がある。
- - STA-3 - イスラエルのマガフのウルダンキューポラにも似た、背の低い薄いキューポラが特徴である。機銃は外付けの直接操作方式である。後の歴史を鑑みると、こちらの方がSTA-4の密閉式銃塔や61式戦車のキューポラより、実用性は高かったと想像される。銃塔型キューポラは背が高いため、敵に狙われ易く、車長の死亡率が高い。
- - STA-3砲塔左側
- - STA-3
- - STA-3
- - STA-3
- - STA-3砲塔後面
- - STA-3で試みられた主砲弾薬装填補助装置
- - STA-4 - RWSの先祖ともいえる密閉式銃塔が特徴だが、実用性は低かった。
- - STA-4砲塔左側
- - STA-4
- - STA-4
- - STA-4
- - STA-4の前面図と側面図
- - STA-4の砲塔内配置図。車長用オーバーライド（車長が砲手より優先して砲塔を旋回させる機能）ハンドルに注目。
- - （参考）車長用オーバーライドハンドル（油圧旋回制御ハンドル）は、M4シャーマン中戦車の後期型に既に装備されていた（画像）。ハンドルを、上部のボタンを押してから、前方に押すと反時計回りに旋回し、後方に引くと時計回りに旋回した。砲の俯仰と発砲の操作は砲手のみが行った。
- - （参考）M47戦車の車長用オーバーライドハンドル。先進的なデザインとなり、車長が砲塔の旋回と砲の俯仰と発砲の操作を行うことが可能となった。左右に回転させるとその方向に旋回し、グリップを押すと俯角をとり、引くと仰角を取り、グリップのトリガーを引くと発砲。
- - 各試作車の機銃
- - STA-4。福岡県久留米市の陸上自衛隊前川原駐屯地の陸上自衛隊幹部候補生学校の防衛基礎学教場横に、野晒しで置かれていた、最後に残った61式戦車の試作車であったが、2007年頃にスクラップにされた。
- - 同上
- - 同上
- - 国産61式90mm砲戦車解剖図
- - TYPE61 カットアウェイ
- - 61式戦車 三面図

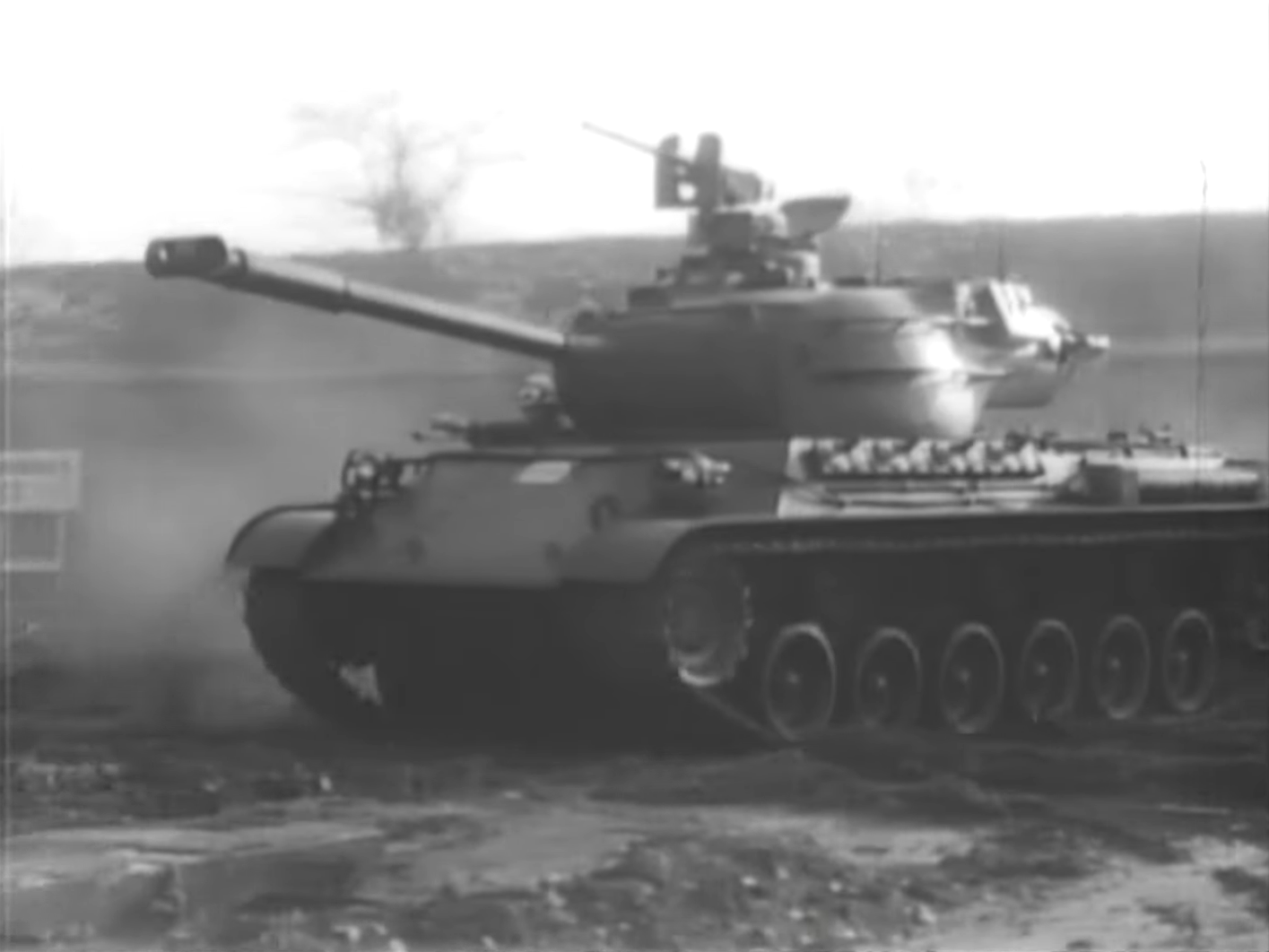
STA-3
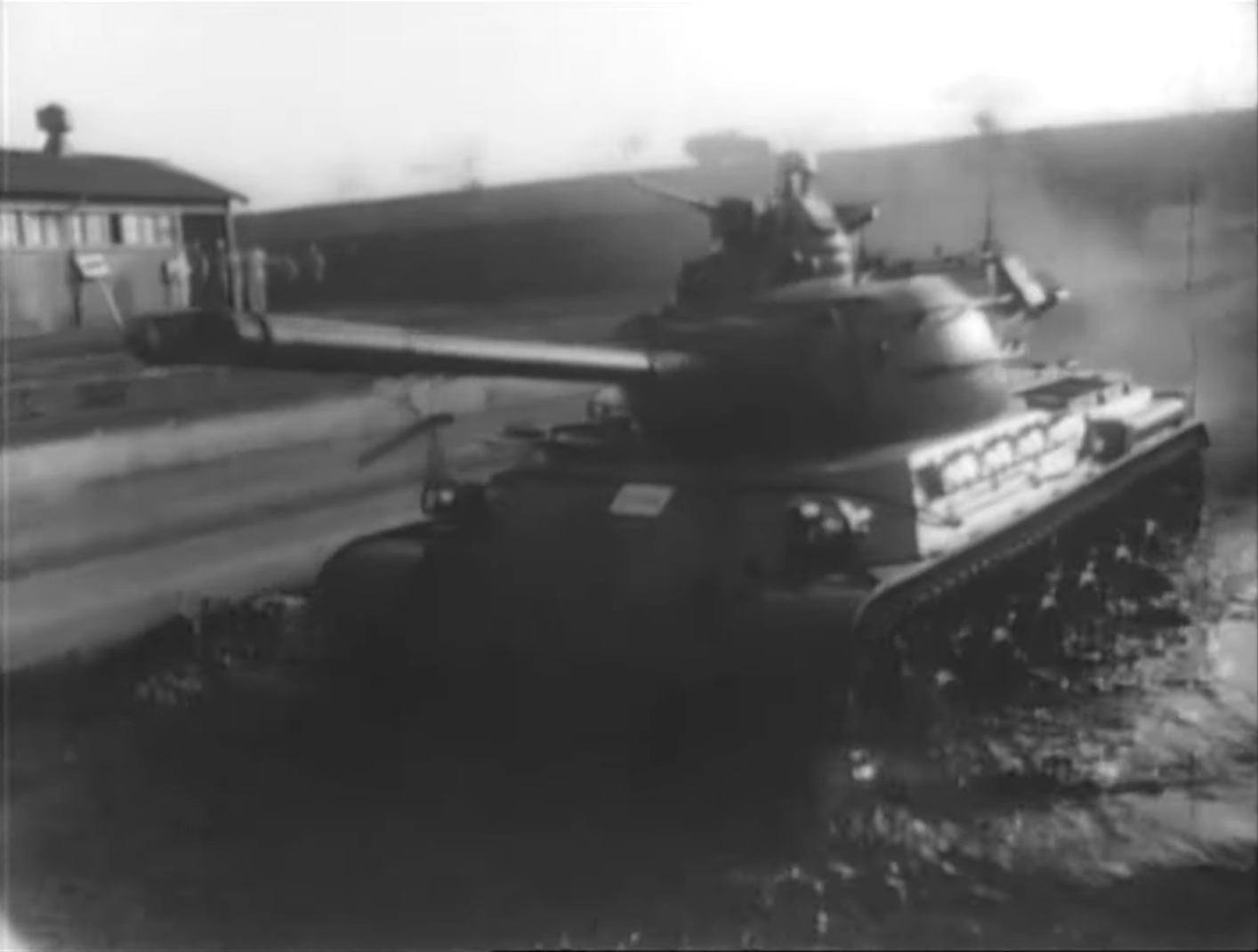
STA-4 STA-3との車長キューポラの形状と機関銃の搭載方法の違いに注目

### 制式採用
第2次試作車両のテスト結果、STA-4を基に、密閉型銃塔とその前面の対空機銃を廃止し、ブローニングM2重機関銃を車長用潜望鏡 M15と「61式（合致式）車上1m測遠機」と一体となった背の高いキューポラの上へ据え付ける方式に変更（この機関銃（の銃架）も、車内から俯仰と発砲とボルト開閉の操作が可能。機銃架は、車長用潜望鏡 M15のペリスコープガードと一体なので、水平方向には動かず、旋回はキューポラごと行う）、更なる装甲の増強、などの他、細部の変更も加えたものが1961年（昭和36年）4月、61式特車（後に61式戦車と改名）として制式化され、量産と配備が開始された。
- - 61式戦車のキューポラ上の機銃架。画面中央の三角形の部品から伸縮するロッドが、機銃架を俯仰させる。この構造では機銃架そのものは水平方向には動かないのがわかる。

1962年度（昭和37年度）予算において最初の量産車10輌（これらは実質、量産試作車であり、細部が量産車と異なる）が調達され、量産第1号車は1962年（昭和37年）10月15日に納入された。
1966年（昭和41年）11月7日には、補助燃料タンク装着架（車体最後尾上面）が改良された、「61式戦車(B)」（61式戦車B型）が仮制式化された。

## 特徴

### 火力

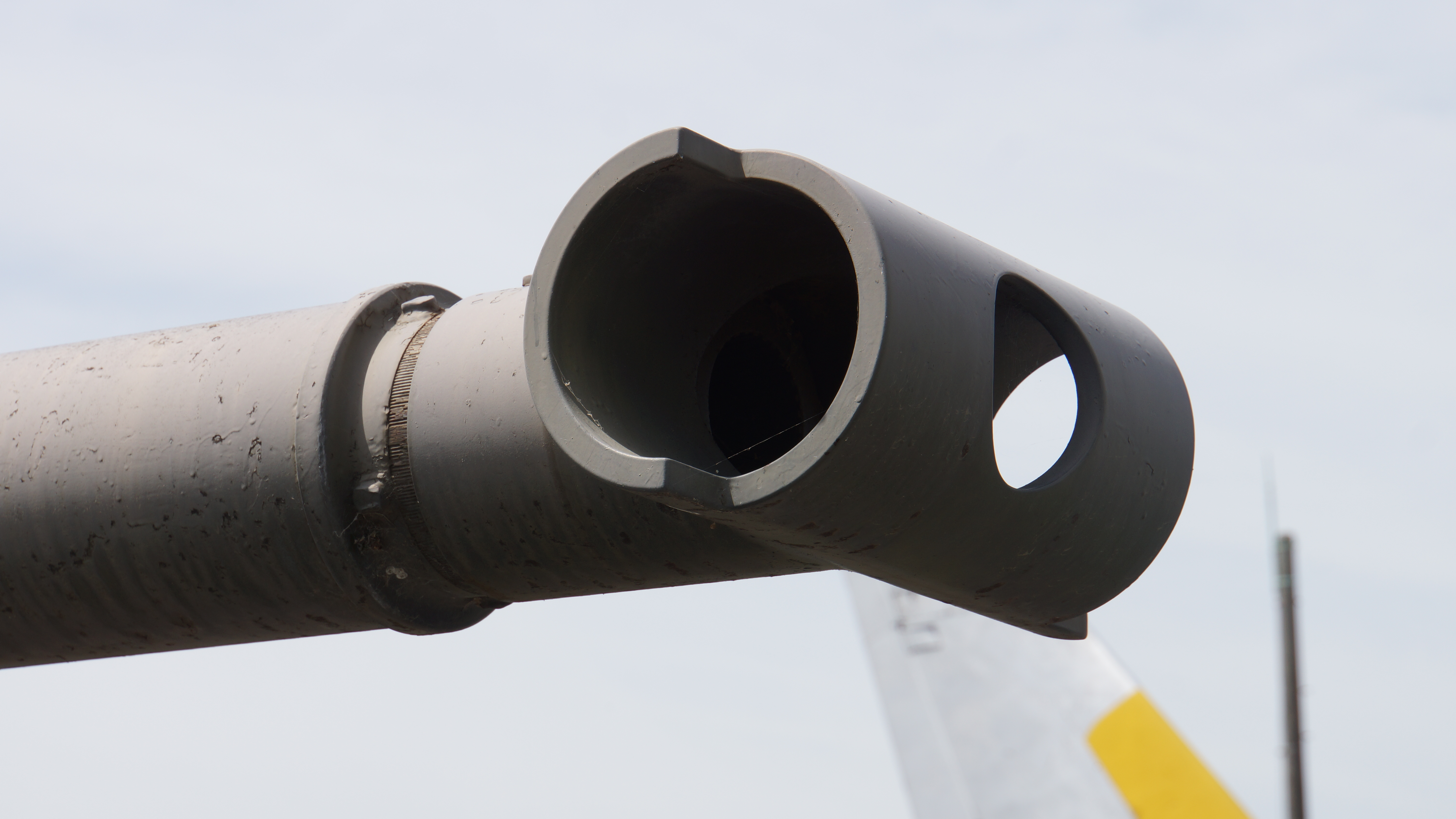
T字型マズルブレーキ

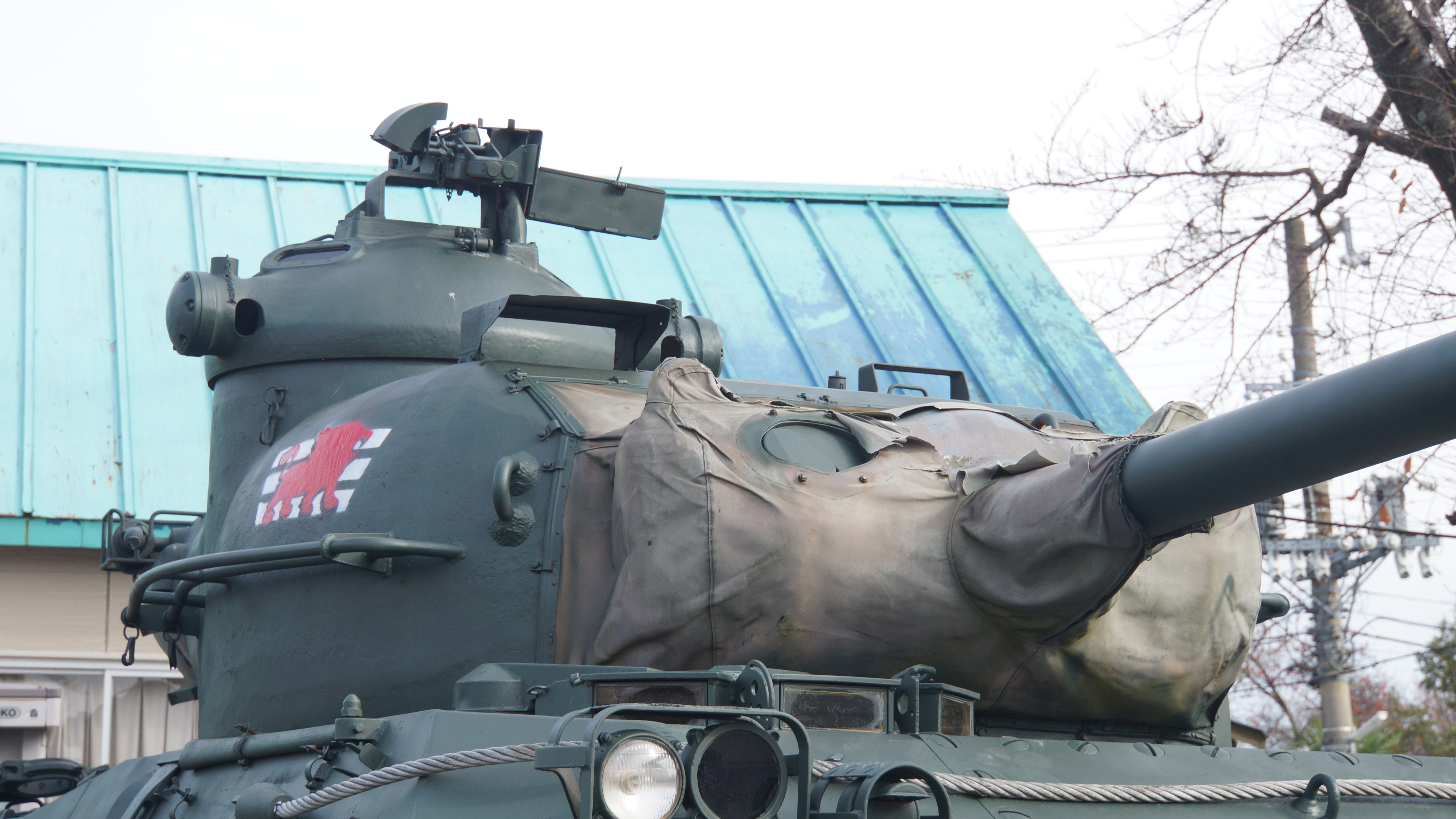
砲塔
砲身根元から防盾周囲にかけてはキャンバスカバーで覆われている
元第3戦車大隊所属車輌

主砲には「61式52口径90mm戦車砲」と呼ばれる90mmライフル砲（携行弾数50発）を搭載し、主砲同軸機銃に7.62mm機関銃M1919A4（携行弾数4,000発）、砲塔上面の銃塔にリモコン式の12.7mm重機関銃M2（携行弾数525発）を各一丁装備した。
- - 61式52口径90mm戦車砲
- - T字型マズルブレーキ（砲口制退器）、ブラストディフレクター（爆風転向器）を右の横穴から覗いたところ。砲口のライフリングが見える。砲身が横筒の根元まで挿してあるのがわかる。ねじを切った砲身先端から回転させて取り外すことが可能。

一般に、砲口制退器は、発射ガスを砲口に取り付けた偏向板（バッフル）に当てることで、砲身を前方に押し出す効果で、反動の低減を狙ったもので、発射反動を20～50パーセント減らすことができる。
61式戦車の場合は、傘型の物（M36 戦車駆逐車用）との比較試験の結果、反動抑制効果は劣るが、爆風を左右に逃がすことにより、発射直後の視界に優れ、次弾を早く撃てるという、速射性を選び、T字型（正確にはZ型）を採用した。
61式戦車の主砲弾薬は、国産開発をせず、アメリカ軍の戦車の主砲弾薬との共通化・共有化を図り、日本製鋼所と小松製作所がライセンス生産を行っていた。使用弾種は、曳光被帽徹甲弾（APC-T）、曳光高速徹甲弾（HVAP-T）、曳光対戦車榴弾（HEAT-T）、榴弾（HE）、発煙弾（WP）などがあった。
- - M318 AP-T。全長942.6mm。重量19.9kg。尖っているのは空気抵抗減少と跳弾防止のための被帽。
- - 向かって左から4本目がM318 AP。
- - M318の砲弾。全長364mm。重量11kg。

本車の装備する61式52口径90mm戦車砲の諸元は、1961年（昭和36年）4月26日の旧防衛庁『仮制式要綱 61式90mm戦車砲 XB3002』によれば、以下の通りである。
本砲の砲身全長は約4730mm（砲口制退器を除く）の52口径、弾丸経過長（ライフリング長）は約3,975mm、本砲の全備重量は約2,500kg、砲身重量は約1,150kg、防盾重量は約750kgである。砲身構造は単肉砲身、砲腔にはクロムメッキが施されている。ライフリングは等斉右旋回32条、25口径に付1回転である。本砲の俯仰角は-10度から+13度、後座長は通常で約314mm、最大で約356mm である。駐退復座機を主砲両側に配置した結果、俯仰角は大きく取れたが、防盾は幅広となった。防盾の、右上の孔は61式直接照準眼鏡用、左上の孔はM1919A4同軸機銃用である。この曲面の防盾形状だと、ショットトラップを起こす可能性もありえた。
- - 61式戦車の防盾右側の直接照準孔。卵型の蓋が下方を支点に左右にスライドすることで開閉する。開閉は砲塔内部から操作できる。

本砲はアメリカ軍制式の90ミリ戦車砲（90mm M3系列、M36系列等）と使用弾薬に互換性がある。本砲の砲口初速は、アメリカ軍制式M71 HE射撃時にて約820m/s、アメリカ軍制式M318 AP-T（M318A1）射撃時にて約910m/sである。本砲の最大腔圧はアメリカ軍制式M71 HE射撃時にて約2,670kg/cm2（約262MPa）、アメリカ軍制式M318 AP-T射撃時にて約3,100kg/cm2（約304MPa）、規定最大腔圧は約3,300kg/cm2（約324MPa）である。
旧防衛庁『仮制式要綱 61式戦車 XD9001』によれば、油圧/手動 旋回方式の、砲塔及び戦車砲の動力照準器の最高速度は、砲塔の旋回速度が約24度/秒（420ミル/秒）、戦車砲の俯仰角速度が約4度/秒（70ミル/秒）となっている。発射速度は10～15発/分であった。
砲塔旋回と砲の俯仰に油圧を用いるため、もしも61式戦車が実戦を経験していたならば（幸い、そのようなことは無かったが）、M48戦車のように、敵弾が砲塔を貫通して砲塔旋回用の油圧系を切断した際に、駆動油が乗員区画内部に流出し、火災が発生した可能性も考えられる（ゆえに後継の74式戦車では電動となっている）。なお、この砲塔の油圧動力は、エンジンがかかっていないと使用できない。
本砲の正確な砲威力（61式のM318A1 AP-T（曳光徹甲弾）の場合、砲口初速910m/s、1,000mで189mmの貫徹力）については不明であるが、第二次世界大戦中のドイツのティーガーIの「KwK36 56口径 8.8cm 戦車砲」（Pz.Gr.39 APCBC-HEの場合、砲口初速773m/s、1,000mで99mmの貫徹力。Pz.Gr.40 APCRの場合、930m/s、1,000mで138mm）を遥かに凌ぎ、同ティーガーIIの「KwK43 71口径 8.8cm 戦車砲」（Pz.Gr.39/43 APCBC-HEの場合、砲口初速1,000m/s、1,000mで165mm（30°）の貫徹力。Pz.Gr.40/43 APCRの場合、1,130m/s、1,000mで193mm（30°））とほぼ同等である。
元61式乗りの証言によると、M4戦車の車体を利用したM32 戦車回収車に対し、61式戦車で射撃したところ、射距離1,200 mで、車体正面に当たった徹甲弾が貫通して車体後方から抜けていたとのこと。
- - M318A1 AP-Tの弾道特性

また、1970年（昭和45年）より、小松製作所が「70式対戦車りゅう弾」（全長92cm。重量14.8kg。砲口初速1170ｍ/s）の名称でライセンス生産していた、M431 HEAT-Tを使用した場合、有効射程2,500ヤード（2,286m）、14インチ（約350mm）のRHA（均質圧延装甲）を貫徹可能であった。これはT-54/55に対抗可能と考えられていた。
- - M332A1 HVAP-T
- - M431 HEAT-T
- - M431 発射体

「70式対戦車りゅう弾」の採用より前は、有事に際して、米軍から高速徹甲弾（HVAP）の供与を受けて、T-54/55に対抗する予定であった。
また、1982年（昭和57年）には、61式戦車用の装弾筒付翼安定徹甲弾（APFSDS）が試作され、試験に成功しているが、「70式対戦車りゅう弾」よりも威力に劣ることと、74式戦車用のM735 APFSDSのライセンスの方が優先されたため、採用は見送られている。
使用弾薬に互換性のあるアメリカのM48パットンの「M41 43口径 90mm 戦車砲」と比較した場合、長砲身・高初速である「61式 52口径 90mm 戦車砲」の砲威力はやや高いと思われる。
ただし、前年11月に制式化されたアメリカのM60パットンが105mmライフル砲を装備していることからわかるように、1歩遅れての配備となっている。
61式戦車の61式52口径90mm戦車砲には砲安定装置（ジャイロ・スタビライザー）と弾道計算機は無く、命中率は砲手の技量によるが、「地形：舗装路など平坦地、弾種：徹甲弾もしくは対戦射榴弾、距離：1000m以内」などの条件で、行進間射撃による、戦車目標（縦2m横3m）に対する、命中を期すことができた。精密・確実を期すのであれば、躍進射や停止射を行う。機銃の行進射は、現行戦車と同様、突撃時に普通に行われる射撃方法であった。
副武装である連装銃（同軸機銃）の7.62mm M1919A4と、キューポラ上の12.7mm M2は、共に米国供与品として本車に搭載された。
M1919A4には三脚も用意されており、車外に持ち出し重機関銃として使うこともできた。
M2は機銃手（車長）が身を乗り出して押金式トリガーで直接撃つのではなく、機銃手（車長）の安全を確保するために、キューポラ内から電磁（ソレノイド）式トリガーで遠隔操作により射撃した。更に機銃の俯仰角の変更もキューポラ内から操作でき、キューポラ全体が全周旋回した。米軍戦車の銃塔用機銃と同じく、直接照準器を用いず、弾着の様子や曳光弾を見ながら照準を修正する方式だった。機銃の照準を視界の狭い車長用潜望鏡 M15（ペリスコープ）越しに合わせるため、命中率は低く、精密射撃は期待できず、あくまで歩兵を追い払う牽制用にとどまっていた（ゆえに後継の74式戦車では通常の直接操作方式となっている）。俯仰角は-10度から+55度、発射速度は550発/分、射程は約1,200メートルであった。 
FCSは、キューポラと一体となった、「61式（合致式）車上1m測遠機」（測距範囲200～10,000メートル、俯仰角-10度から+13度、倍率12倍、視野3度）であった。目標にピントを合わせると、目標までの距離が正確にわかる仕組みで、これにより、2,000メートルからの遠距離砲戦が可能であった。ただし、開発時には、「日本国内は樹木や構造物が多く、1000メートル以内の近距離で会敵しやすいため、90mm砲でも通用すると認識していた」（＝1,000メートル以内の戦闘を想定していた）とのこと。61式車上1m測遠機と車長用潜望鏡 M15と砲手用61式照準潜望鏡の相互間に連動機能があるかは不明。
キューポラと測遠機（レンジファインダー）を一体とした過去の例としては、試製新砲戦車（甲）ホリII（未成）や、FV214 コンカラー重戦車が、存在する。両車は、長砲身大口径砲の長射程を生かして、遠距離（後方）から敵を狙撃するために、高精度の照準装置として、車両の最も高い位置にあるキューポラに測遠機を装備したものである。61式戦車のキューポラに測遠機が装備されているのも、同じ理由（運用法）ゆえと考えられる。この車体の最高部にあるのを生かして、車体だけでなく砲塔も掩体に隠して、測遠機だけを掩体より上に出して、待ち伏せることも可能である。
61式戦車がキューポラに測遠機を搭載したのは、発砲時の衝撃対策（主砲からなるべく離して設置する）の意味もあったと考えられるが、それでも実際には、元61式乗りの証言によれば、「発砲の度にズレて補正していた」。射撃の前にはボアサイト（照準規正）を行うが、1発撃つごとに、車長用/砲手用照準潜望鏡と、この測遠機の照準が、ものすごくずれてしまうので、結局、砲手用直接照準眼鏡を用いて撃っていた。なお、ステレオ式レンジファインダー導入の先駆けとなったナチスドイツやアメリカでも、同様の問題で苦労していた。
 - 装填手席からみた車体内部。中央に砲手用の動力方向照準ハンドルが、右上に車長用の動力方向照準ハンドルがある。61式戦車にもオーバーライド機能がある。これらとは別に砲手用の人力高低照準ハンドルもある。発砲は電気撃発式で、砲手用の動力方向照準ハンドルおよび人力高低照準ハンドルに引金が組み込まれている。砲手の足元にも足踏み式撃発装置がある。
砲手用61式照準潜望鏡の、様々な大きさ・形状の、突き出しの大きなガードは、配備後に各部隊側で製作した「雨除け」である。ワイパーが無いので、「雨除け」が無いと荒天時に前が全く見えなくなるからである。
装填手用ハッチには、撃ち殻（空薬莢）を捨てるための、小円のハッチがある。装填手用潜望鏡 M6の右横には、ライトを取り付けるための筒（ピントル・スタンド）がある。

### 動力・機動性能

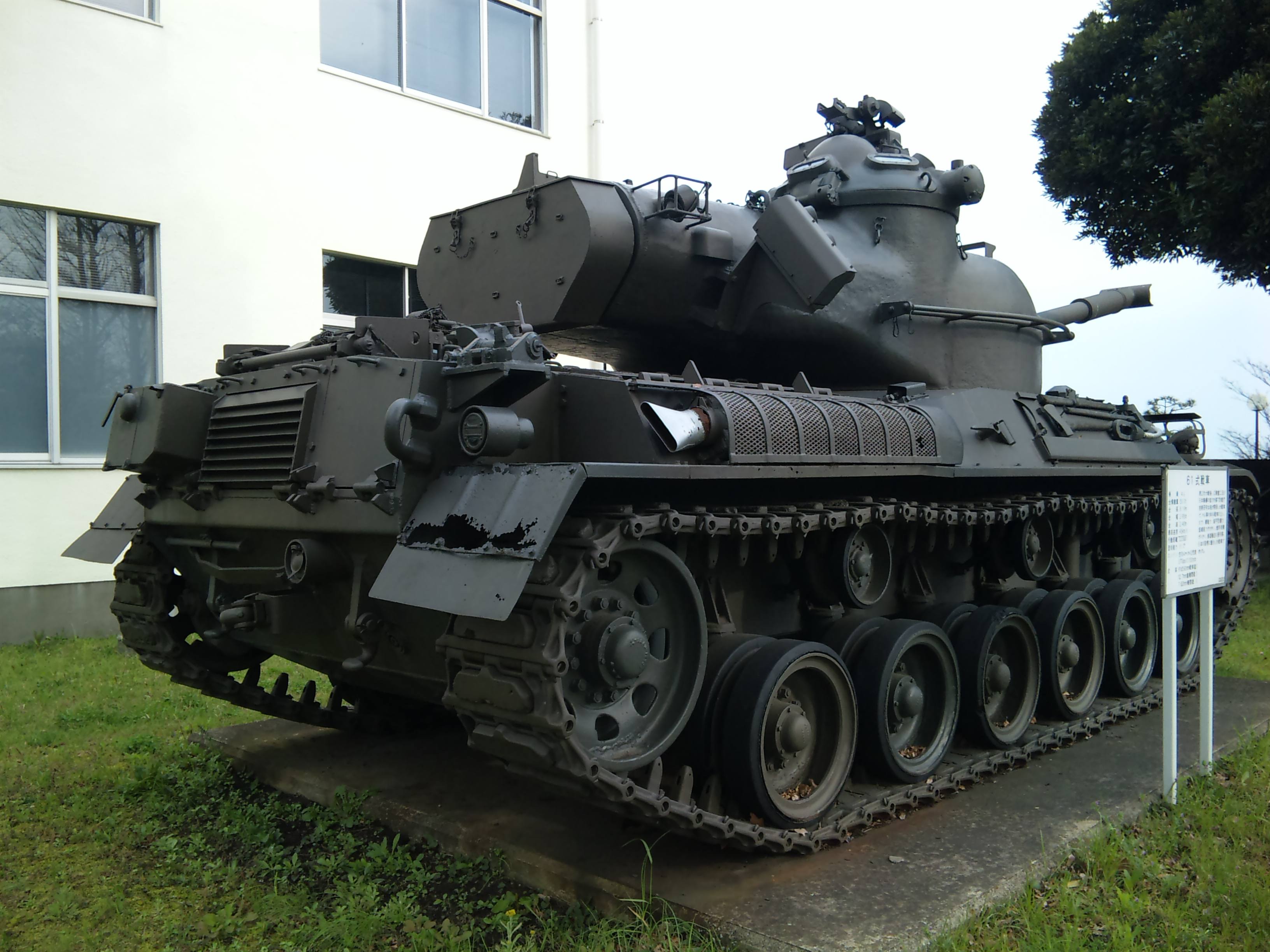
斜め後ろから見た後部、特徴であるフェンダーの上部に取付けられた排気管や砲塔後部の張り出しが見える（防衛大学校内での展示）

旧防衛庁『仮制式要綱 61式戦車 XD9001』によれば、以下の通りである。
61式戦車の最高速度は45 km/h、加速性能は200 m区間（0-200 m区間）の加速走行時間が25秒（JISD1014自動車加速試験方法を準用した場合）、登坂能力は31度（堅硬土質において）、超堤能力は0.8メートル（水平堅硬土質において）、超壕能力は2.7メートル（水平堅硬土質において）、最小回転半径は約10メートル、履帯幅は500 mmとなっている。旧軍の戦車用エンジン（おそらく四式中戦車のALエンジン）を参考に開発された、12HM-21WTディーゼルエンジンの裸最高軸出力は650 ps/2,100 rpm（冷却ファンや空気清浄器を除いた場合）、最高軸出力は570 ps/2,100 rpm で、最高軸トルクは200 mkg。全負荷における最低燃料消費率は210 g/psh。なお、61式戦車の、最高速度45 km/h、超壕能力2.7 メートルは、四式中戦車と同じ性能数値である。
- - 生産型に搭載されていた、三菱12HM-21WT 空冷4ストロークV型12気筒直噴式ターボチャージド・ディーゼルエンジン。

燃料積載量は、主燃料タンク（内部）が450リットル、補助燃料タンク（外部）が200リットルとなっている。61式戦車は、車体の小型軽量化を図ったために、車内の燃料積載量が少ない＝航続距離が短いという欠点がある（M48戦車のディーゼルエンジン搭載車の1460リットル＝480 kmの1/3以下である）。そのため、車体最後部上面に補助燃料タンク（＝200リットルのドラム缶）装着架が設けられている。61式戦車の航続距離は（おそらく補助燃料タンクも使用して）200 kmとされる。61式戦車の装着架には新旧がある。新型の装着架を装備した61式戦車を「61式戦車(B)」（61式戦車B型）と呼称する。新型の装着架は、74式戦車に装備されている物とほぼ同じである。燃料は補助燃料タンクから優先的に使用され、戦闘時などには操縦席からの遠隔操作で切り離すことが可能となっている。燃料は軽油を用いる。61式戦車の場合、JP-4ジェット燃料（1951年（昭和26年）に制定された、灯油とガソリンを1：1でブレンドした、ワイドカット系のジェット燃料）でも動作するかは不明（直噴式なので、おそらく多燃料ディーゼルエンジンではないので、使用できない。（戦中の統制型一〇〇式発動機を除いて）多燃料ディーゼルエンジン搭載車の走りは、1963年（昭和38年）から生産が始まったチーフテンである。74式戦車の場合は動作する）。燃料タンク給油口は、装着架の左右両側にある、2つの丸い小ハッチである。
- - 旧型の補助燃料タンク装着架
- - 新型の補助燃料タンク装着架
- - （参考) 74式戦車の補助燃料タンク装着架
- - （参考) 200リットルの補助燃料タンク＝ドラム缶を1個積載した74式戦車。61式戦車の場合もこれに準ずる。
- - （参考) 74式戦車に積載された、200リットルの補助燃料タンク＝ドラム缶。61式戦車の場合もこれに準ずる。

61式戦車の加速性能、0-200メートルまで25秒という数値であるが、後に登場する諸外国の第3世代戦車と同一条件で比較した場合、レオパルト2A4が推定23.5秒、M1エイブラムスの試作車XM1が推定29秒であることから、61式の加速性能は0-200メートル区間に限定した場合、諸外国の第3世代戦車と同等水準と言える。本車のパワーウェイトレシオを考慮すると最高速度よりも加速性能を重視したものと考えられる。
動力系は、車体後部のディーゼルエンジンと、車体前部の操行装置（変速機含む）を、ドライブシャフトで接続する、前輪駆動方式が採用されている。起動輪は前方に、誘導輪は後方に、ある。ドライブシャフトは車体中心軸よりやや左側に通されている。リアエンジンフロントドライブ（RF）方式は、ドライブシャフトを通す空間を確保するために、車高を低くすることができず、防御上で不利であるため、戦後戦車での採用例は、61式戦車が唯一であった。ただし、リアエンジンリアドライブ（RR）方式と異なり、車体前部の変速レバーと車体後部の変速機を繋ぐ、機械式リンケージも不要となる。
欠点として、前輪駆動方式を採用したために車体内前方にあるトランスミッション内のオイルが、運転中は過熱（摂氏70～110℃）するため、その右側にある操縦席は、夏場には摂氏70℃にも達し、操縦手が熱中症で脱水症状となることもあった。もちろん車内に空調装置（いわゆるエアコン、ここでは冷房装置の意味）は装備されていない。74式戦車にも90式戦車にも装備されていない。自衛隊の戦車に空調装置が導入されたのは、10式戦車の電子機器冷却用の「要部冷却装置」（乗員の冷却と兼用。電子機器が主であり、乗員はおまけである）からである。冬場の暖房については、61式戦車ではトランスミッションやデファレンシャルからの排熱を、90式戦車や10式戦車では水冷エンジンの冷却水からの排熱を、利用している。74式戦車では、操縦手の足元にのみバッテリーを利用した電熱式ヒーターがある。もちろんこれらの暖房は、エンジンがかかっていないと使用できない。
さらに、車体前部に設置された操行装置をメンテナンスするために、車体前部装甲板の左側が、ボルト留めのパネルになっているなど、防御性能において大きな不安を抱えている（命中弾の強い衝撃を受けると、ボルトが切れて、パネルが吹っ飛ぶ）。もっとも、車体を隠蔽するハルダウンが基本戦術なので、さしたる問題でもないが、問題であるからこそ、そうせざるを得ないともいえる。なお、M18駆逐戦車やM24軽戦車にも、車体前面装甲にメンテナンス用パネルがある。
また、その場で旋回する超信地旋回の機能も、複雑な変速機の設計が必要なことから、西側戦車としては珍しく持たせることができなかった。ただし、元61式乗りの証言によると、「正しくは信地旋回もできなかった」とのこと。
変速機は、前進5段後退1段変速だが、61式戦車にはクラッチを踏み込むことで高低切り替えできる機能があり（機械式ハイ・ロー切換2段クラッチ）、実質は、前進10段後退2段変速であり、戦闘機動性に優れている。例として、開発段階で、M4中戦車、M41軽戦車、M47中戦車と路外機動試験を行ない、61式＞M24＞M4＞M47の順で、61式戦車が最速の結果を残している。さらには、後退1段のみの74式戦車よりも速く後退できたという、エピソードがある。これは、実質は対戦車自走砲である61式戦車にとって、ヒット・エンド・ラン戦法（発砲後に、敵の反撃を受けないよう、素早く移動し、敵のキルゾーン（有効射程圏）から離脱し、射点を変更すること）を行う上で、上述の加速性能と合わせて、必要不可欠な能力である。
こうした後退性能の重視は、その装甲の薄さゆえにヒット・エンド・ラン戦法を採用した、西側の戦後第二世代戦車に共通するものであり、61式戦車は、戦後第一世代戦車でありながら、実質的には戦後第二世代戦車の要素も持っていたと言える。
対照的に、仮想敵であるソ連戦車のほとんどは、後退速度が極端に遅く、例えばT-62は時速8 km程度しか出せなかった。

### 車体

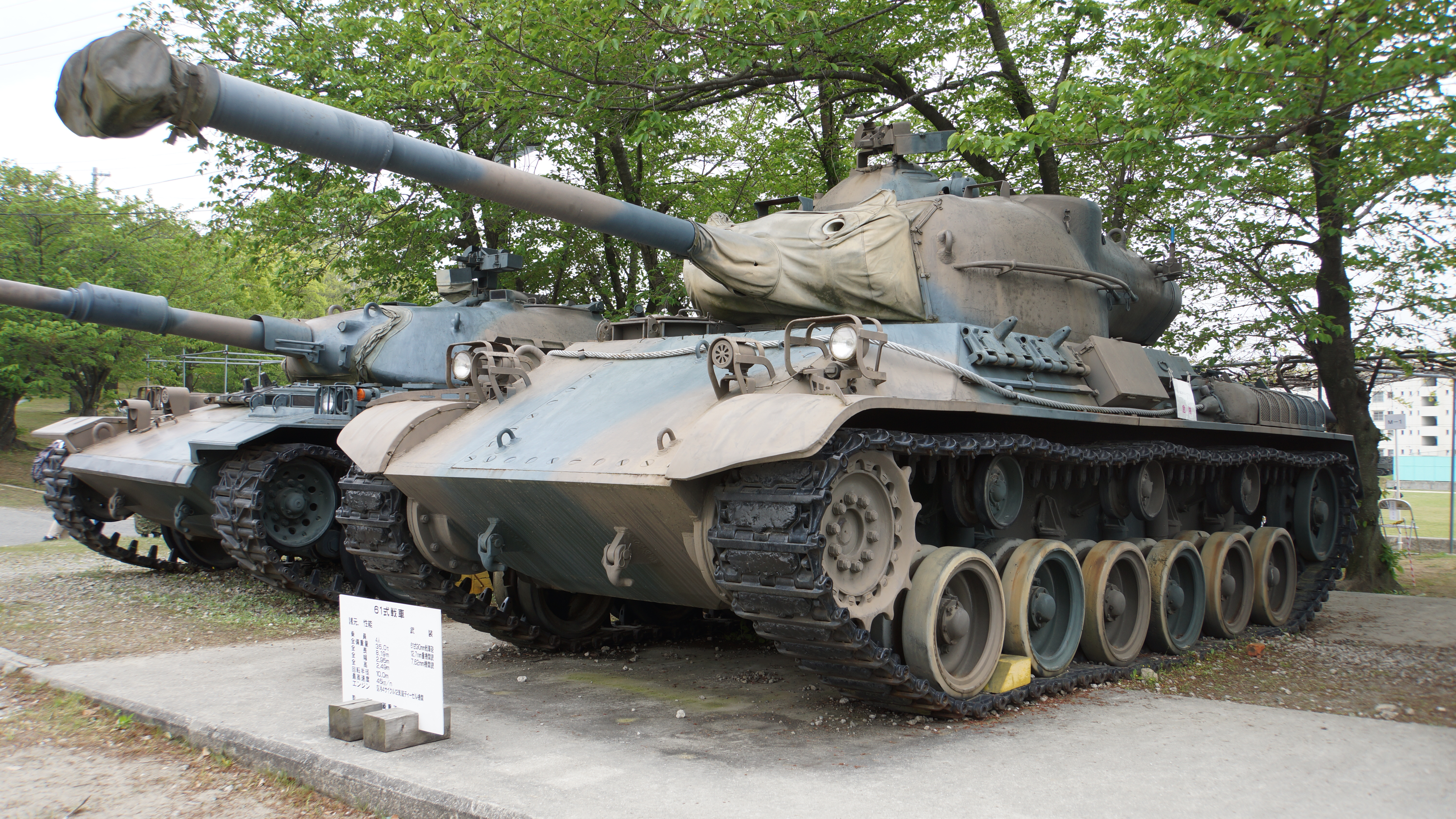
後継種の74式戦車より車高は高い
信太山駐屯地（2016年）

車両の基本構造は、鋼板溶接車体と鋳造砲塔の組み合わせである。車体前面は傾斜装甲、砲塔はお椀形状で、避弾径始が考慮されている。防盾周りはM36 戦車駆逐車、砲塔上面はM41軽戦車やM47戦車に似ている。砲塔内には、右側の前に砲手とその後ろの車長、左側に装填手が配置されている。鋳造砲塔後方には、即用弾薬庫と無線機収納場所と90mmライフル砲のカウンターウェイトを兼ねる、砲塔と一体となった張り出し部（バスル）が設けられている。砲塔バスル右側面の出っ張りは、ベンチレーターである。CBR（化学・生物・放射能）防護装置は無い。砲塔バスル後面には雑具箱が設けられている。砲塔上面までの全高は2.49メートルとなったが、当時の陸上自衛隊が保有していたM4A3E8戦車、M41軽戦車や米軍のM47・M48戦車よりは低く抑えられた。
- - 砲塔バスル後面の雑具箱の中
- - M4A3E8戦車と61式戦車の車高の比較
- - 砲塔右側面のラインは、吊り下げ環直後から屈折している。

砲塔バスルの、内部右側には米軍の「AN/GRC-3」をほぼそのまま国産化した「58式車両無線機 JAN/GRC-3Z（指揮車用） または JAN/GRC-4Z（一般車用）」の本体を搭載し、外側右後部には「送受信機 JRT-66/GRC（受信機 JR-108/GRCと共通）の、外側左後部には「送受信機 JRT-70/GRC」の、各マストが取り付けられている。
主砲先端部のハンマーヘッド型（T字型）マズルブレーキや後部の張り出した砲塔など、全体的な印象はアメリカの戦車に近い。しかし車体は、車体前面両側の傾斜装甲や、車体最後部両側の切り欠き（四式中戦車ではマフラーを設置していた場所。STA-1とSTA-2もここにマフラーを設置している）や、旧軍戦車伝統の平らな三角形の排気管（フィッシュテール型排気管）や、履帯のたるみを支える3個の上部転輪など、旧軍戦車や四式中戦車の設計を受け継いでいることがうかがえる。また、ヘッドライトは左右フェンダーの先端上方に、マフラーは車体後部両側面に、取り付けられているが、こうしたレイアウトは同時代の西側各国の戦車にはほとんど見られない外見的特徴である。車体前面装甲板上に取り付けられているのは、右（操縦席の前）が防空管制灯（管制前照灯）で、左がサイレン（ホーン）である。
車体前面上部の45mm厚の（水平線から）30度の傾斜装甲は、真正面からは実質90mm厚に相当した。なお、車体装甲に対しては、ボフォース 40mm機関砲を用いた耐弾試験までしか行われていない。
- -61式戦車の防御力

操縦席と操縦手用61式潜望鏡 JM17は日本の交通法規に合わせて車体右側に配置されていたが、砲塔右側の車長・砲手と合わせて、車輌右側に乗員4人中3人が偏在するためリスクコントロール面で問題となり、74式戦車では車体左側に移されている。操縦は左右2本のレバー操作式で、変速機の歯車の回転が少しでもずれると変速できないなど、アメリカ軍から供与されたM24軽戦車やM41軽戦車に比べて操縦が難しく、乗員から「世界一操縦が難しい戦車」と言われたことがある。また、操縦する際に左手に腕時計をしていると、変速に失敗した際に弾き戻されるシフトレバーが左手に当たり腕時計が壊れるため、操縦する際は腕時計を右手に付け替えた、という話が伝えられている。
- - 61式戦車の操縦席の図。右側の「補助燃料タンク切り離しレバー」に注目。
- - 操縦手用61式潜望鏡 JM17（東京光学機械株式会社（現・TOPCON）製）

サスペンションは第二次世界大戦後の各国戦車の主流となっていたトーションバー方式を採用し、履帯は生産コストと整備・修理の簡便性を考慮して、センターガイド方式のシングルピン・シングルブロック型が採用された。
機関室火災に対応するため、二酸化炭素を用いた自動消火装置を搭載している。熱感応弁により自動で作動するほか、操縦手席の手動弁を操作することでも作動させることができる。
車体後面中央には、吸気用の大型グリルが設けられている。大型グリルの右下には、トレーラ（2t弾薬トレーラ）用電源ソケットが付いている。大型グリルの左隣には、61式車上電話機が設けられている。この車上電話機は、（演習では）ほとんど使われないので、90式戦車以降は廃止されている。ただし、電話機を接続する有線端子は残している。しかし、10式戦車以降は、この有線端子も廃止されている。
- - （参考）74式戦車の74式車上電話機の内部
- - （参考）74式戦車の車上電話機は車体後面の右側にある。
- - （参考）90式戦車車体後面。左側のテールランプの右側にある円筒が有線端子である。
- - （参考）10式戦車では有線端子も廃止されている。

車体底面は、対戦車地雷の爆圧を外らすため、従来の平板式を止めて3面式舟型構造が採用されていた。これは60式装甲車にも採用されていた。舟型にすると車内容積が減るが、狭い最底部にはトーションバーが設置されていて、どのみち他に利用できないので、問題とはならない。車体底面左前方には緊急脱出ハッチ（第2転輪と第3転輪の間）が設けられている。
1980年（昭和55年）代後半まで、61式戦車を含む、陸上自衛隊の装甲車両には、ダークグリーンの単色塗装が施されていた。これは、アメリカ軍の軍用車両で多用されるオリーブドラブ（OD）と呼ばれる暗緑色より、青味と灰色味が強い色調で、自衛隊独特の色であった。
1970年（昭和45年）代後半～1980年（昭和55年）代初頭にかけて、富士教導団所属の戦車教導隊（現在の機甲教導連隊）では、実験的に、戦車のシルエットを崩したり、背景と調和させたりすることを目的に、様々な色彩やパターンの迷彩塗装が試験された。それらの試験で、数多くのテスト迷彩が施されたのが、61式戦車であった。戦車教導隊第2戦車中隊では、90-6050号、6327号、6533号、6562号の4輌に、こうした実験迷彩が、期間限定で施された。
そうした試行錯誤を経て、1980年（昭和55年）代半ばには、現在のダークグリーンとブラウンの2色迷彩塗装が定められ、確立した。
|          | 10式                                      | 90式                                      | 74式                                      | 61式                                               |
| -------- | ----------------------------------------- | ----------------------------------------- | ----------------------------------------- | -------------------------------------------------- |
| 画像     |                                           |                                           |                                           |                                                    |
| 世代     | 第3.5世代                                 | 第3世代                                   | 第2.5世代                                 | 第1世代                                            |
| 全長     | 9.42 m                                    | 9.80 m                                    | 9.41 m                                    | 8.19 m                                             |
| 全幅     | 3.24 m                                    | 3.40 m                                    | 3.18 m                                    | 2.95 m                                             |
| 全高     | 2.30 m                                    | 2.30 m                                    | 2.25 m                                    | 2.49 m                                             |
| 重量     | 約44 t                                    | 約50 t                                    | 約38 t                                    | 約35 t                                             |
| 主砲     | 44口径120mm滑腔砲                         | 44口径120mm滑腔砲                         | 51口径105mmライフル砲                     | 52口径90mmライフル砲                               |
| 副武装   | 12.7mm重機関銃M2×1 74式車載7.62mm機関銃×1 | 12.7mm重機関銃M2×1 74式車載7.62mm機関銃×1 | 12.7mm重機関銃M2×1 74式車載7.62mm機関銃×1 | 12.7mm重機関銃M2×1 7.62mm機関銃M1919A4             |
| 装甲     | 複合装甲（正面要部）                      | 複合装甲（正面要部）                      | 鋳造鋼（砲塔） 圧延防弾鋼（車体）         | 鋳造鋼（砲塔） 圧延防弾鋼（車体）                  |
| エンジン | 水冷4サイクル V型8気筒ディーゼル          | 水冷2サイクル V型10気筒ディーゼル         | 空冷2サイクル V型10気筒ディーゼル         | 空冷4サイクル V型12気筒ディーゼル                  |
| 最大出力 | 1,200 ps/2,300 rpm                        | 1,500 ps/2,400 rpm                        | 720 ps/2,200 rpm                          | 570 ps/2,100 rpm                                   |
| 最高速度 | 70 km/h                                   | 70 km/h                                   | 53 km/h                                   | 45 km/h                                            |
| 懸架方式 | 油気圧式                                  | トーションバー・油気圧 ハイブリッド式     | 油気圧式                                  | トーションバー式                                   |
| 乗員数   | 3名                                       | 3名                                       | 4名                                       | 4名                                                |
| 装填方式 | 自動                                      | 自動                                      | 手動                                      | 手動                                               |
| C4I      | 〇                                        | △                                         | ×                                         | ×                                                  |
| コスト   | 約9.5億円 （2010年）                      | 約11億円（1990年） 約8億円（2009年）      | 約4.0億円 （1989年）                      | 約1億円 （2022年の物価に 換算すると約4.3億円相当） |
| 生産数   | 126輌以上（増備中）                       | 341輌（生産終了）                         | 873輌（退役）                             | 560輌（退役）                                      |

## 運用

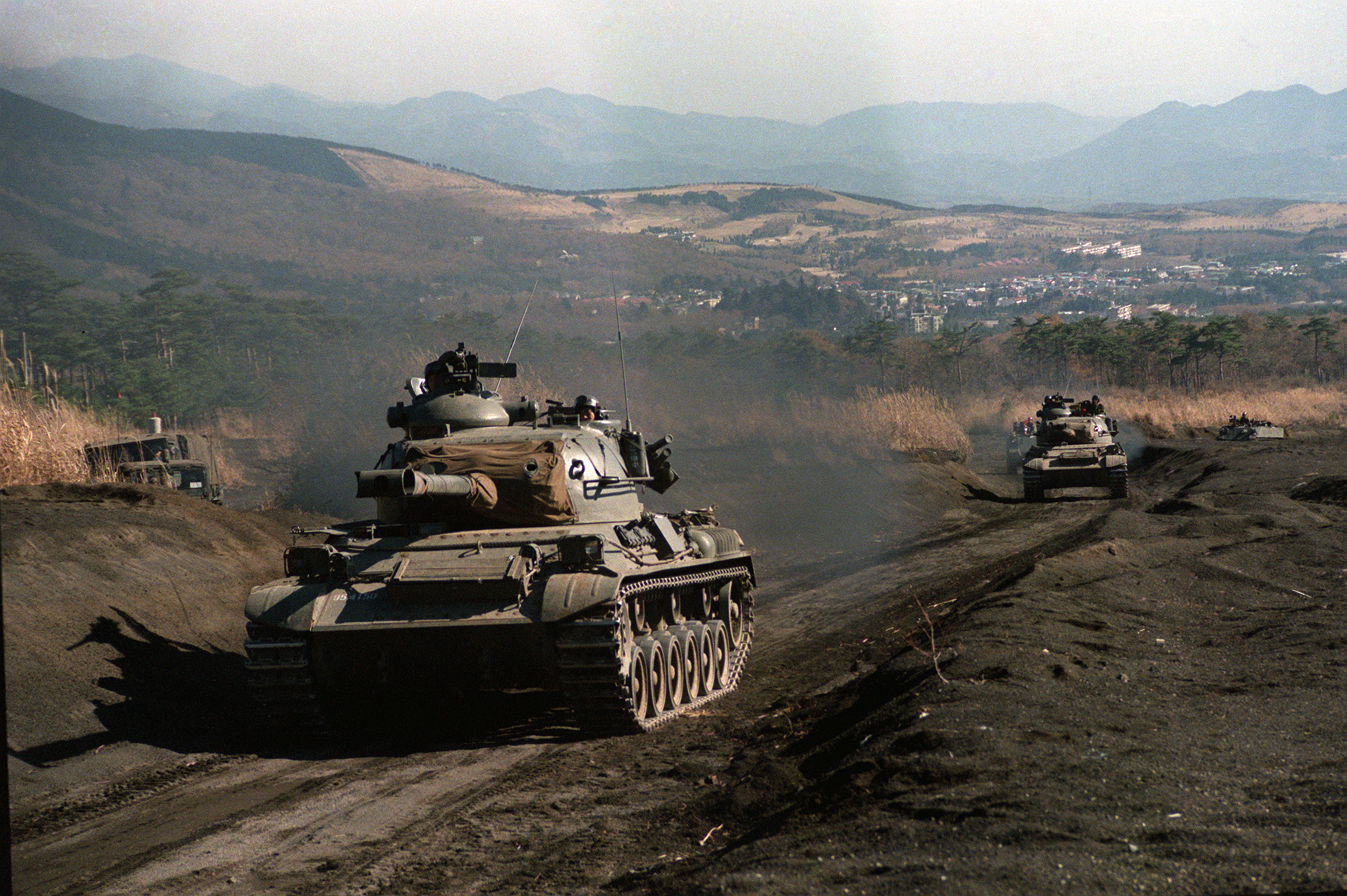
1985年日米軍事演習

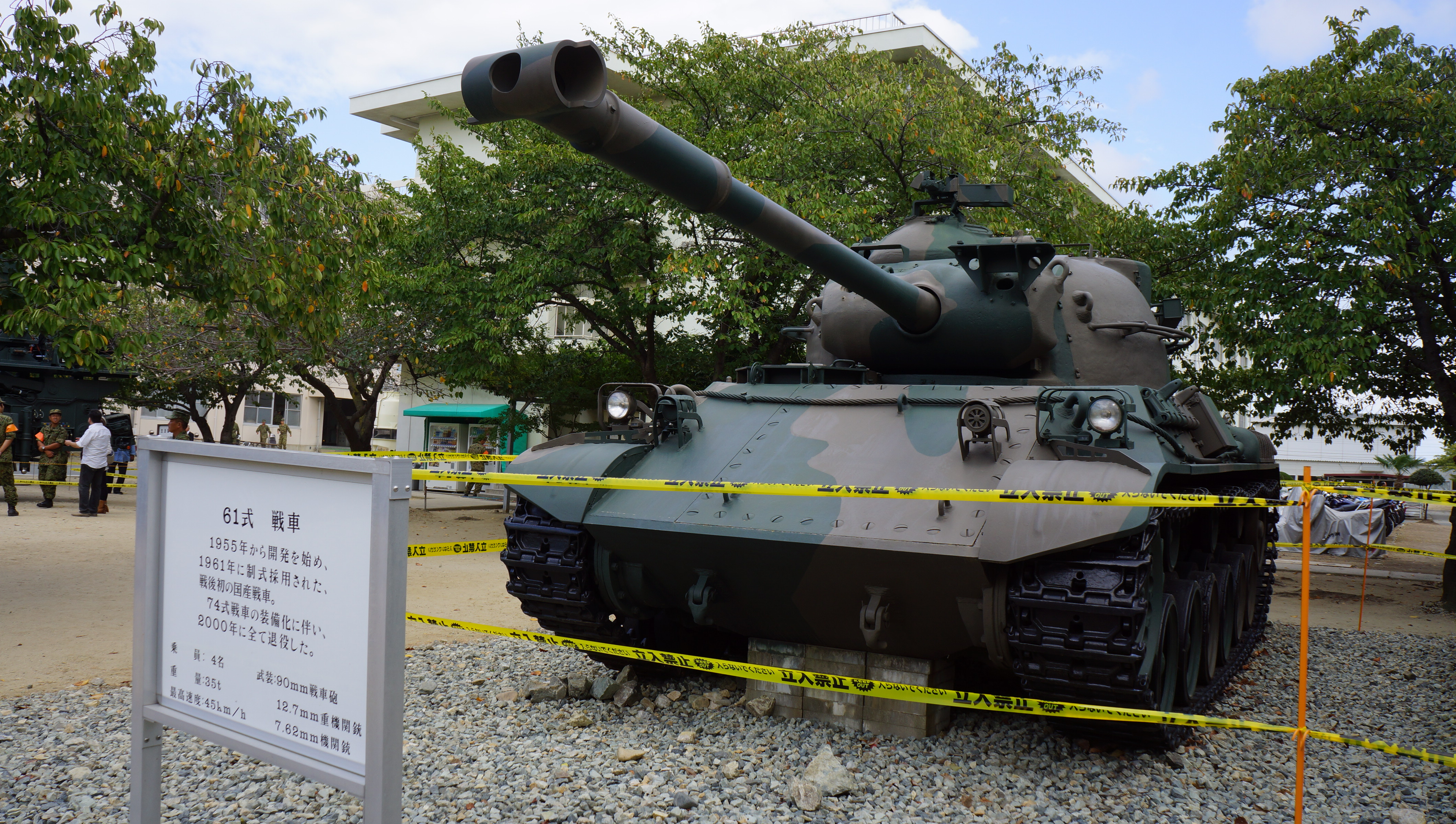
防盾に69式暗視照準投光器を設置する架台が備わった車輌

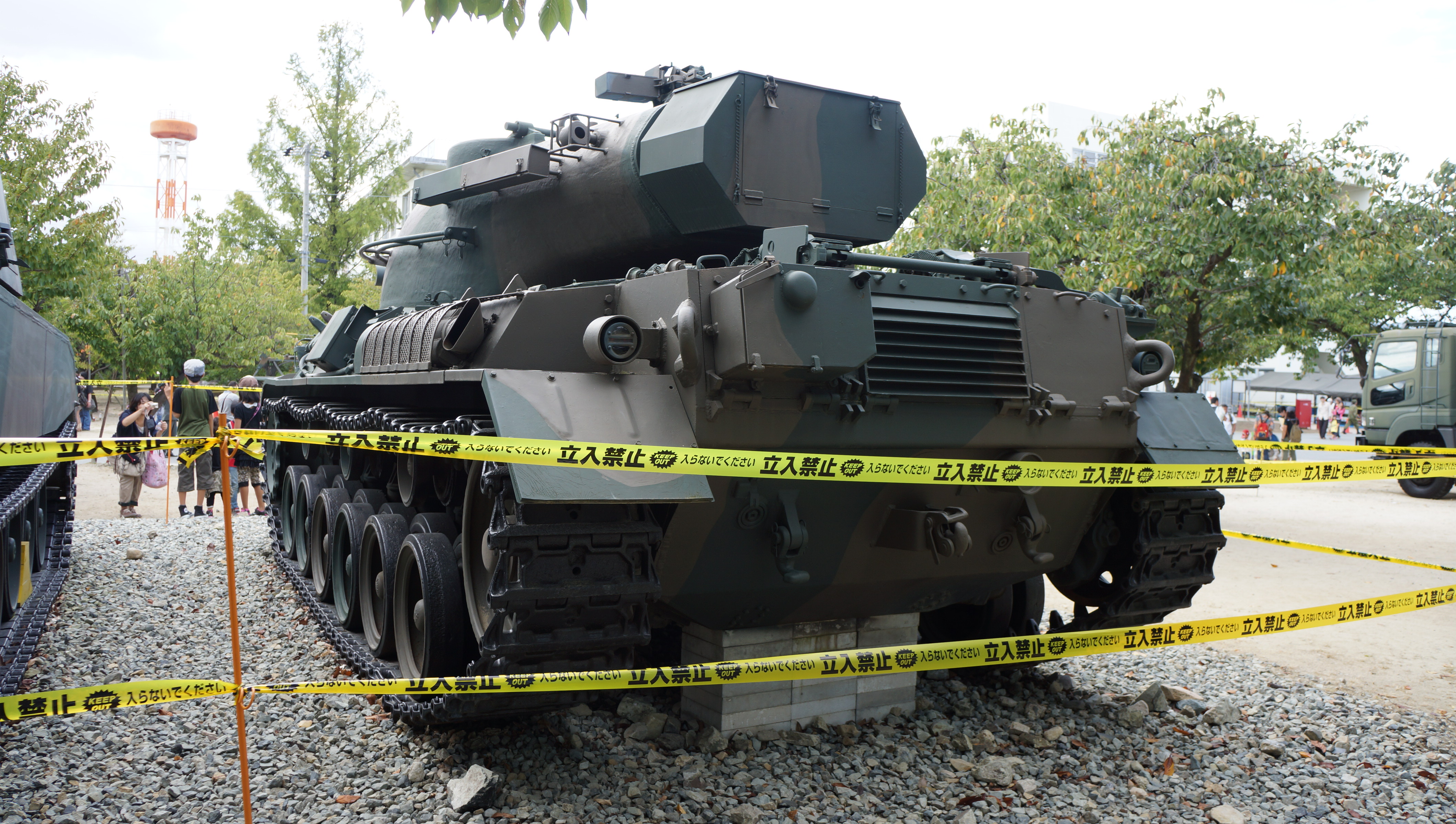
同車輌
装填手ハッチ横に細長い規正板収納箱が設置されている

61式特車として制式化された型の量産化は1961年（昭和36年）度予算で10輌が計上され、翌1962年（昭和37年）度に3年分の一括国債という方式で90輌、1966年（昭和41年）度は40輌（第二次防衛力整備計画・1962年（昭和37年）～1966年（昭和41年））、1967年（昭和42年）から新型戦車（74式戦車）制式化の前年となる1973年（昭和48年）まで毎年60輌の調達が行われた。この60輌というのは、一個戦車大隊の定数でもある。試作車の4輌を除くと、1973年（昭和48年）の製造終了までに560輌が生産された。
量産初号と2号車の引き渡し式は三菱重工相模原工場にて、1962年（昭和37年）10月15日に行われた。同年1月に陸上自衛隊の六個管区隊・四個混成団体制が十三個師団体制に切り替わり、この際に戦車（61式戦車）の呼称が使用されることになるが、調達実施本部とメーカーの契約が優先されたことで、式典では特車の呼称が使用された。
まず教育部隊である富士教導団戦車教導隊への配備が行われ、一般部隊では第7師団第7戦車大隊（当時）へ初配備された。以降、全国の戦車部隊に配備が進められ、1984年（昭和59年）にはM41軽戦車を装備する最後の部隊での装備更新が終了し、陸上自衛隊の全ての戦車装備部隊が74式戦車もしくは61式戦車によって編成されることになり、戦車装備の完全国産化を実現した。
制式化後、大きな改良・改修が実施されることはなかったものの、下記の様な細かい改修や装備と追加が行われている。
製造番号400番までの車輌は、乗員の携行火器がM1小銃であった関係から砲塔装填手ハッチ下の膨らみ部分が砲塔バスルの曲線になだらかにつながっているのに対して、400番台以降は車載銃が64式7.62mm小銃に対応したラックに変更されたことで、砲塔バスルが垂直となっている。
第2戦車大隊（現：第2戦車連隊）にて夜戦中隊が編成されていたことから、夜戦仕様の61式戦車も存在した（74式戦車への更新により、夜戦仕様の61式戦車は各戦車大隊に2両ずつぐらい配分された）。正式な呼び名は「61式戦車(B)暗視照準装置付き」とされる。「69式暗視照準装置」装備車には2種類あり、投光器と受像器の装備車と、受像器のみの装備車が、存在した。投光器の照射は白色光と赤外線の、シャッターによる切り替えが可能。防盾前面左側に「69式暗視照準投光器」を設置する架台が備わり（投光器装備車のみ）、装填手ハッチ横に細長い規正板収納箱の追加と、暗視装置（投光器のキセノンランプ点灯）用の「直流－直流 変換器（変圧器）」が収容される関係上、砲塔バスル後面の箱が一般車の雑具箱に比べ大型化している。
- - 61式車上1m測遠機 規正板と収納箱
- - 69式照準用暗視装置 付図
- - 防盾と一体鋳造だった防盾上部の吊下げ環の左側は、投光器架台と干渉する為に、切断して別の環部品を溶接し直している。
- - 投光器裏の太/細2本のケーブルは、砲塔前部の前蓋板右寄り（右吊り下げ環の傍）に設けられた2つのソケットに接続されたと想像される（伊丹駐屯地の現存車「ST-0134」）。
- - （参考）74式戦車のソケット。74式戦車の場合は砲塔左側面にある。これと同様の物が61式戦車の砲塔前部にも付いていたと想像される。
- - （参考）74式戦車のソケット。蓋を外して、投光器から延びるケーブル端のプラグを接続する。

操縦手用には、「63式操縦用暗視装置I型」が開発された。
1982年（昭和57年）より74式戦車が標準搭載する「74式60mm発煙弾発射機」（「発発（ハツハツ）」と略される）の追加搭載が開始された。これにより、それまで砲塔側面に吊り下げられていた工具箱が砲塔後部上面に移された。
これらに加え、74式戦車の開発初期においては、新規開発ではなく既存車両の火力強化として61式戦車(改)の試作開発も提案されたが、重量の増加に伴う機動力の低下や発射速度の低下など、総合戦闘力はかえって改悪されることもしばしばであるとして新型戦車開発へとシフトした。
 - 61式戦車(改) 想像図
1976年（昭和51年）9月6日に発生したベレンコ中尉亡命事件では、ソ連軍が強行着陸したMiG-25を奪還もしくは破壊しに来ると噂になり、ソ連軍襲来時には函館空港に自衛隊を突入させて防衛戦闘を行うことになった。ソ連の戦闘機や爆撃機が襲来し、航空自衛隊やアメリカ空軍の戦闘機や地対空ミサイルによる迎撃に失敗した場合に備えて、61式戦車を斜めの台座に載せて高射砲代わりにして、撃ち落とすつもりであった。その後、ソ連軍による襲撃等は発生せず、機体は同年11月15日にソ連に返還された。
旧式化と後継の74式戦車・90式戦車の登場により徐々に退役が進んだ。1961年（昭和36年）の制式採用から39年後の2000年（平成12年）には現役としては最後の総合火力演習に参加するものの、同年全車が退役した。制式採用から39年間、生産・配備された全ての車両は一度も実戦投入されることはなかった。
2001年（平成13年）9月28日には駒門駐屯地にて「61式戦車送別会」が実施され、同駐屯地最後の車輌が三菱重工相模原工場の広報展示用として返納された。
なお、2005年（平成17年）、東千歳駐屯地で行われた第7師団50周年記念式典にて、第7師団の有志の手により走行可能状態に整備された用途廃止済みの61式戦車が74式、90式戦車と共に観閲行進の先頭を務めている。

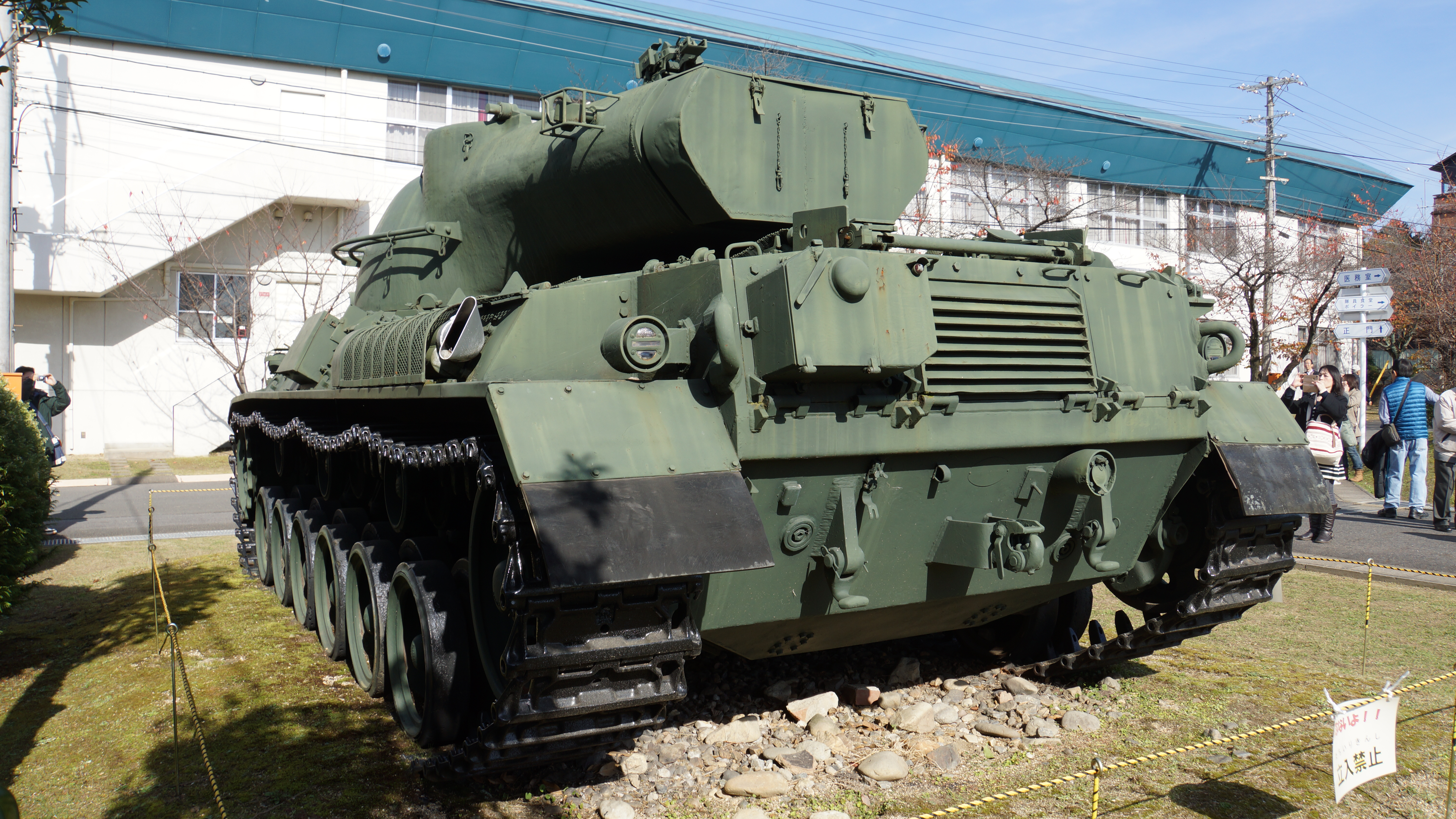
400番台以前の車輌 2016年11月26日 宇治駐屯地
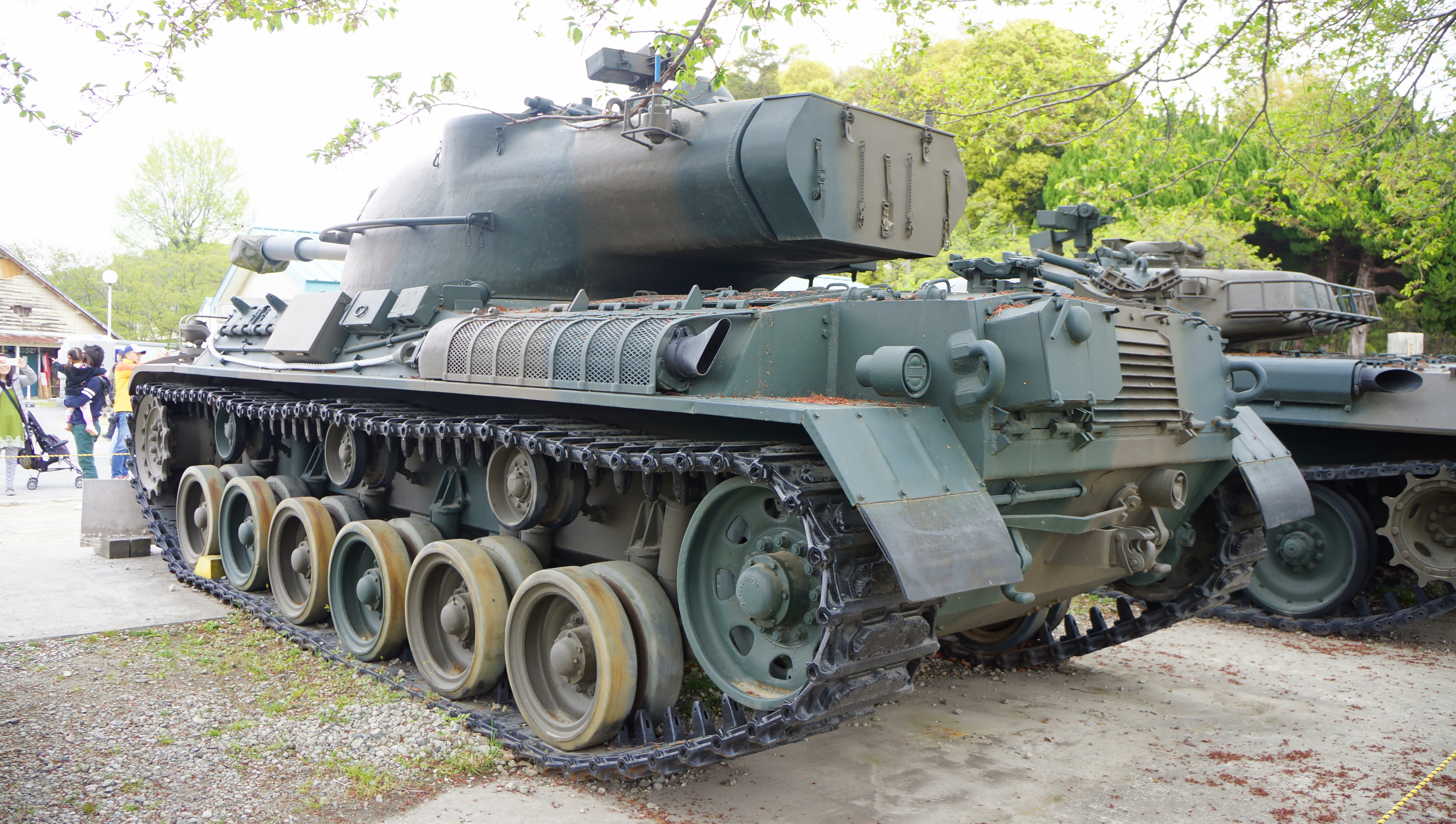
400番台以降とみられる車輌 僅かではあるが、装填手ハッチ下の形状の違いに注目 2014年4月20日 信太山駐屯地
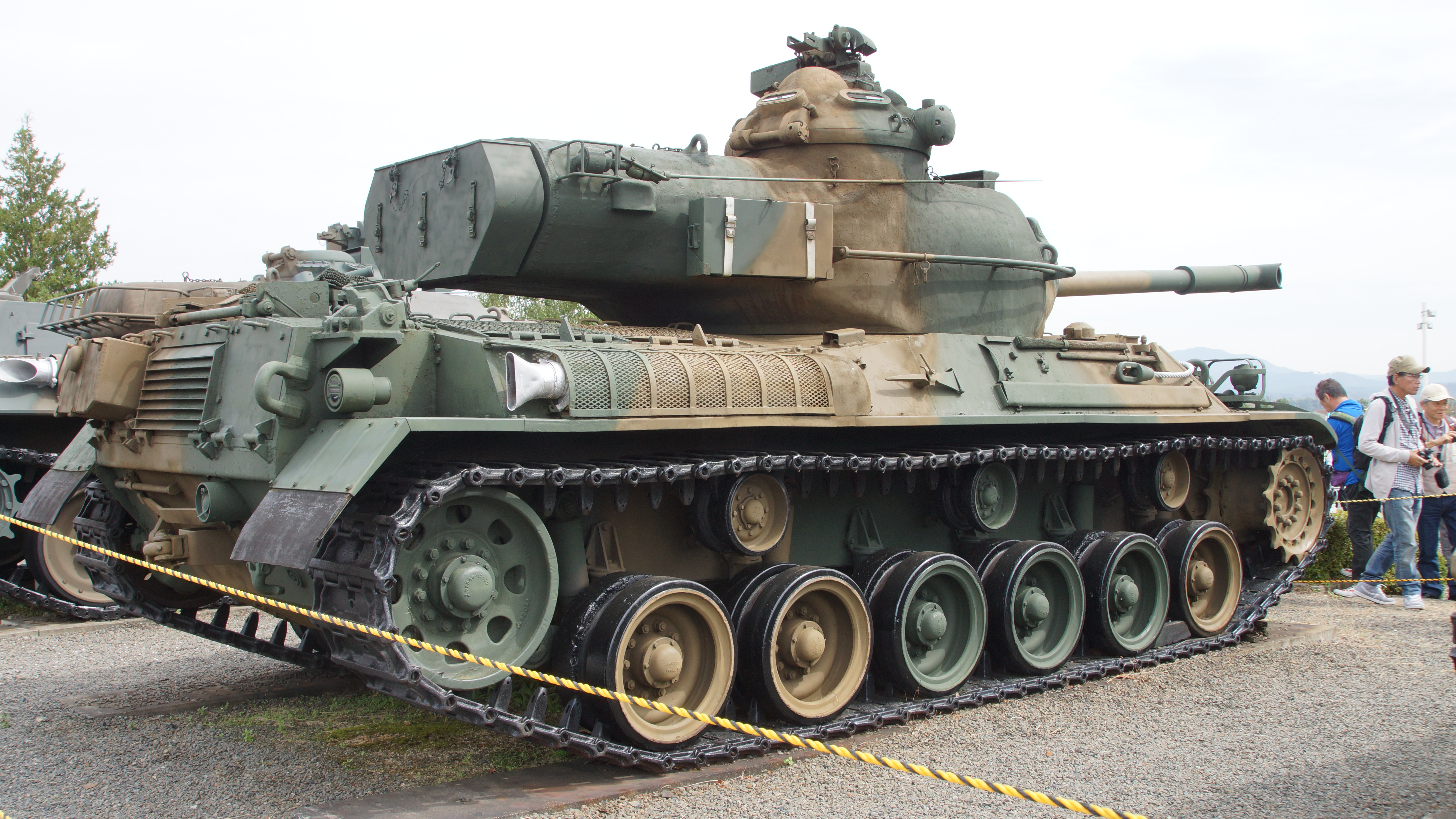
発煙弾発射機の搭載が行われなかった車輌 砲塔側面に雑具箱が残されている
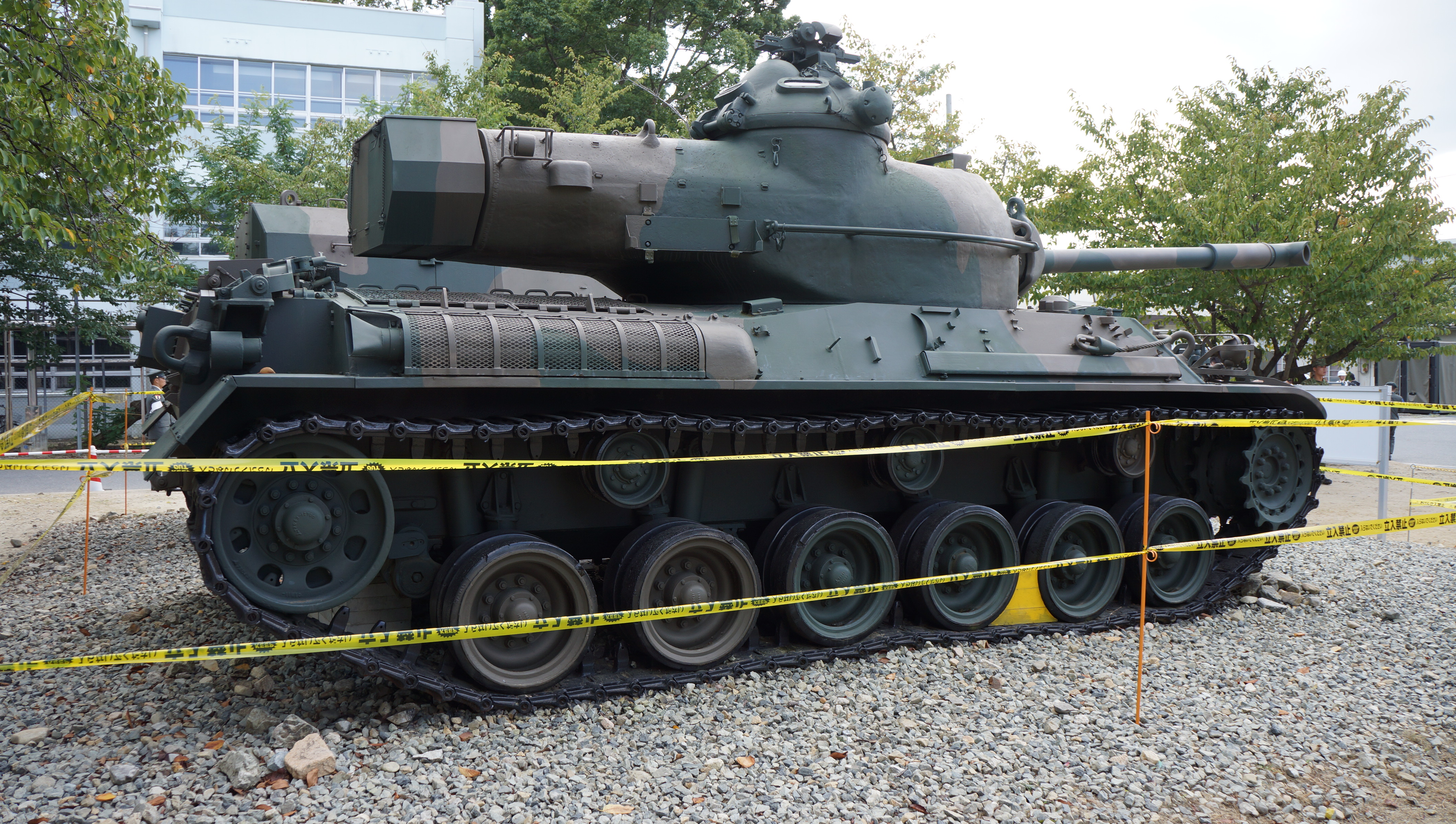
砲塔バスル後面に大型化した「直流－直流 変換器」収容箱を搭載した車輛

| 予算計上年度         | 調達数 |
| -------------------- | ------ |
| 昭和36年度（1961年） | 10輌   |
| 昭和37年度（1962年） | 90輌   |
| 昭和38年度（1963年） | 0輌    |
| 昭和39年度（1964年） | 0輌    |
| 昭和40年度（1965年） | 0輌    |
| 昭和41年度（1966年） | 40輌   |
| 昭和42年度（1967年） | 60輌   |
| 昭和43年度（1968年） | 60輌   |
| 昭和44年度（1969年） | 60輌   |
| 昭和45年度（1970年） | 60輌   |
| 昭和46年度（1971年） | 60輌   |
| 昭和47年度（1972年） | 60輌   |
| 昭和48年度（1973年） | 60輌   |
| 合計                 | 560輌  |

## 配備部隊
北部方面隊直轄
- 第103戦車大隊 - 1969年（昭和44年）11月4日配備～1983年（昭和58年）1月24日[24]
- 第104戦車大隊 - 1969年（昭和44年）5月配備～1979年（昭和54年）[24]
- 第1戦車群 - 1970年（昭和45年）11月14日配備～1984年（昭和59年）12月10日

第1師団
- 第1戦車大隊 - 1970年（昭和45年）7月配備～2001年（平成13年）9月28日: 1979年3月までに約60輌の配備を完了[11]。

第2師団
- 第2戦車大隊 - 1967年（昭和42年）6月17日配備

第3師団
- 第3戦車大隊 - 1973年（昭和48年）4月14日配備～2001年（平成13年）10月[24]

第4師団
- 第4戦車大隊 - 1970年（昭和45年）7月27日配備

第5師団
- 第5戦車大隊 -

第6師団
- 第6戦車大隊 -

第7師団

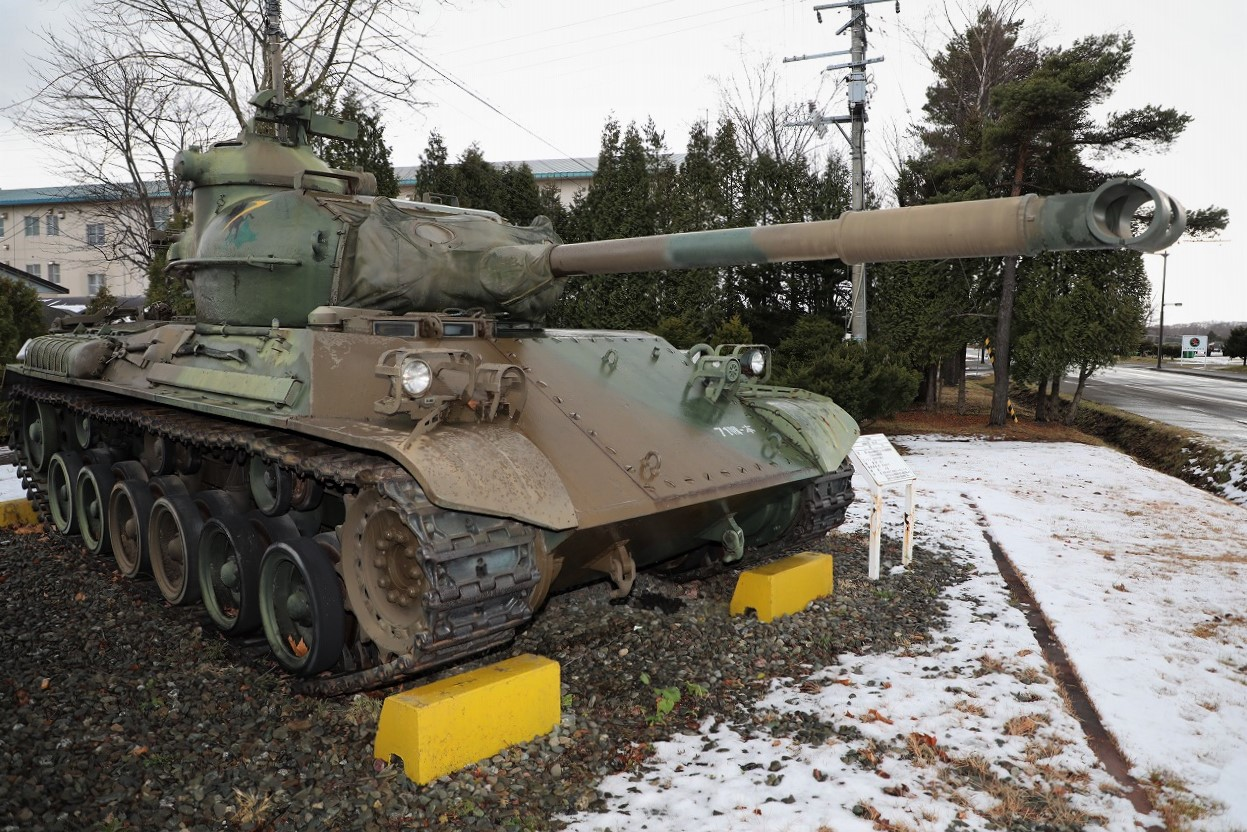
第71戦車連隊（旧:第7戦車大隊）に配備されていた61式戦車（2021年）

- 第7戦車大隊 - 1962年（昭和37年）12月14日配備～1983年（昭和58年）1月24日[24]

第8師団
- 第8戦車大隊 - 1971年（昭和46年）12月7日配備～1997年（平成9年）12月9日[24]

第9師団
- 第9戦車大隊 -

第10師団
- 第10戦車大隊 - 1973年（昭和48年）配備～1989年（平成元年）[24]

第11師団
- 第11戦車大隊 - 1968年（昭和43年）12月9日配備～1984年（昭和59年）2月25日[24]

第12師団
- 第12戦車大隊 - ～2001年（平成13年）: 旅団化に伴い廃止。解隊時の保有車輌は61式戦車のみ[24]。

第13旅団
- 第13戦車大隊 -

第14旅団
- 第14戦車中隊 -

第2混成団
- 第2混成団戦車隊　-

陸上自衛隊富士学校
- 富士教導隊
  - 戦車教導隊 - 1962年（昭和37年）配備～2000年（平成12年）[25]
  - 第1機甲教育隊 - 1968年（昭和43年）10月配備～1998年（平成10年）3月[25]

陸上自衛隊武器学校
※部隊名等は当時のもの

## 退役後

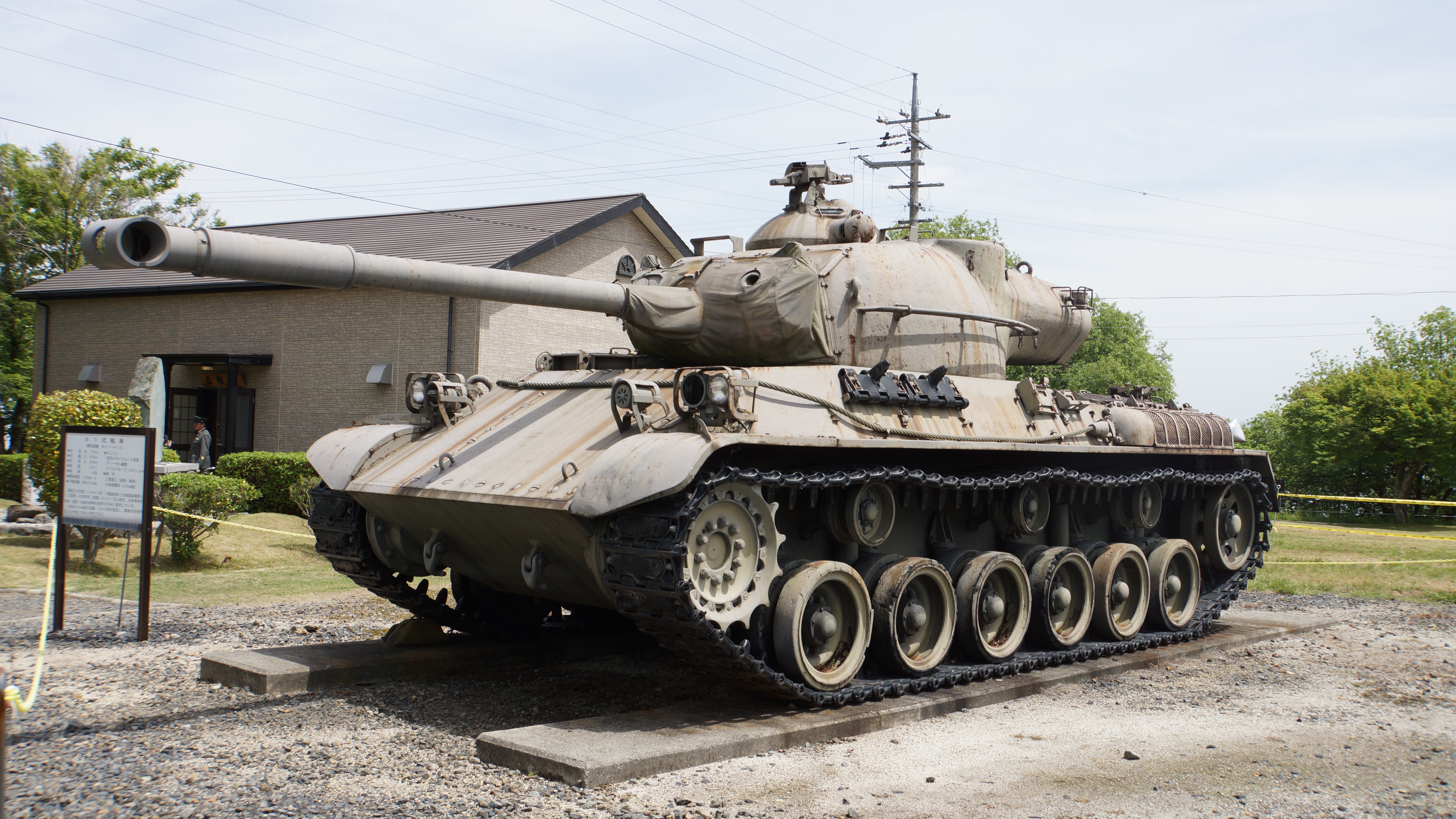
大津駐屯地展示車両（2015年）

退役後は全国各地の陸上自衛隊駐屯地で展示品とされている車両が少数ある。
2019年（令和元年）8月5日、ヨルダン国王アブドゥッラー2世の要請に応え、滝ケ原駐屯地に展示してあった1両がヨルダン王立戦車博物館へ無償貸与されることが決定した。日本はこれまで展示用も含め戦車を輸出したことがなく、形式上「貸与」という形となり、所有権は日本が留保している。元々エンジンや車内機器は取り外された状態で動くことはできず、貸与に際して主砲砲口が埋められ、加えて車体の錆取りや再塗装がなされた。

## 派生型
67式戦車橋
61式戦車をベースとした戦車橋。
70式戦車回収車
61式戦車の車体を流用した回収戦車。
87式自走高射機関砲の開発にあたって車体を流用する案が計画されたが、性能面で要求水準を満たせないと判断され、74式戦車の車体に変更された。
他にも61式の車体を使用した計画車両として、戦場で陣地構築や敵陣地の爆破などを行う67式装甲作業車というものがあった。実際にM4A3E8を元にした試作車が作られ1967年（昭和42年）に制式化されたものの、計画は中止された。
また、砲塔を後方に回し、前方にディスクローラ式の地雷処理機材を装着した地雷処理戦車が開発されたこともあったが、試作に終わっている。
- - 地雷処理戦車
- - 同上

標的用61式戦車
1982年10月に行われた対機甲演習で登場した標的用61式戦車。車体、砲塔にシュルツェンが付けられ、IV号戦車のようなシルエットになっている。シュルツェンは左右の板を棒で繋げて、砲塔と車体の上から被せて、動かないように土嚢で押さえているだけなので、容易に脱着可能。